# Lista de asteroides (293001-294000)
Esta é uma lista parcial de asteroides, do asteroide número 293001 até o 294000, inclusive. Veja também o índice com todas as listas disponíveis.

| Objeto Próximos à Terra | Cinturão de asteroides (interno) | Cinturão de asteroides (externo) | Centauro       |
| Cruzador de Marte       | Cinturão de asteroides (meio)    | Troianos de Júpiter              | Transnetuniano |

Veja mais dados de cada asteroide na ligação externa para o Minor Planet Center na última coluna.
Índice: 293001... 293101... 293201... 293301... 293401... 293501... 293601... 293701... 293801... 293901... 

## 293001–293100
| Designação | Designação | Descoberta  | Descoberta       | Descobridor(es)     | Categoria | Mais informações / Referência |
| Permanente | Provisória | Data        | Local            | Descobridor(es)     | Categoria | Mais informações / Referência |
| ---------- | ---------- | ----------- | ---------------- | ------------------- | --------- | ----------------------------- |
| 293001     | 2006 WF20  | 17 nov 2006 | Mount Lemmon     | Mount Lemmon Survey | —         | MPC                           |
| 293002     | 2006 WS20  | 17 nov 2006 | Mount Lemmon     | Mount Lemmon Survey | —         | MPC                           |
| 293003     | 2006 WR21  | 17 nov 2006 | Mount Lemmon     | Mount Lemmon Survey | —         | MPC                           |
| 293004     | 2006 WO24  | 17 nov 2006 | Mount Lemmon     | Mount Lemmon Survey | —         | MPC                           |
| 293005     | 2006 WT26  | 18 nov 2006 | Catalina         | CSS                 | —         | MPC                           |
| 293006     | 2006 WU27  | 22 nov 2006 | 7300 Observatory | W. K. Y. Yeung      | —         | MPC                           |
| 293007     | 2006 WD35  | 16 nov 2006 | Kitt Peak        | Spacewatch          | —         | MPC                           |
| 293008     | 2006 WW35  | 16 nov 2006 | Kitt Peak        | Spacewatch          | —         | MPC                           |
| 293009     | 2006 WT36  | 16 nov 2006 | Kitt Peak        | Spacewatch          | —         | MPC                           |
| 293010     | 2006 WD37  | 16 nov 2006 | Kitt Peak        | Spacewatch          | —         | MPC                           |
| 293011     | 2006 WV37  | 16 nov 2006 | Kitt Peak        | Spacewatch          | —         | MPC                           |
| 293012     | 2006 WE38  | 16 nov 2006 | Kitt Peak        | Spacewatch          | —         | MPC                           |
| 293013     | 2006 WF43  | 16 nov 2006 | Mount Lemmon     | Mount Lemmon Survey | —         | MPC                           |
| 293014     | 2006 WR43  | 16 nov 2006 | Mount Lemmon     | Mount Lemmon Survey | —         | MPC                           |
| 293015     | 2006 WN44  | 16 nov 2006 | Kitt Peak        | Spacewatch          | —         | MPC                           |
| 293016     | 2006 WK48  | 16 nov 2006 | Kitt Peak        | Spacewatch          | —         | MPC                           |
| 293017     | 2006 WJ50  | 16 nov 2006 | Mount Lemmon     | Mount Lemmon Survey | Ursula    | MPC                           |
| 293018     | 2006 WX51  | 16 nov 2006 | Mount Lemmon     | Mount Lemmon Survey | —         | MPC                           |
| 293019     | 2006 WC54  | 16 nov 2006 | Kitt Peak        | Spacewatch          | —         | MPC                           |
| 293020     | 2006 WV54  | 16 nov 2006 | Kitt Peak        | Spacewatch          | —         | MPC                           |
| 293021     | 2006 WL55  | 16 nov 2006 | Kitt Peak        | Spacewatch          | —         | MPC                           |
| 293022     | 2006 WB58  | 17 nov 2006 | Kitt Peak        | Spacewatch          | —         | MPC                           |
| 293023     | 2006 WQ58  | 17 nov 2006 | Kitt Peak        | Spacewatch          | —         | MPC                           |
| 293024     | 2006 WS59  | 17 nov 2006 | Mount Lemmon     | Mount Lemmon Survey | Eos       | MPC                           |
| 293025     | 2006 WG61  | 17 nov 2006 | Mount Lemmon     | Mount Lemmon Survey | —         | MPC                           |
| 293026     | 2006 WD62  | 17 nov 2006 | Kitt Peak        | Spacewatch          | —         | MPC                           |
| 293027     | 2006 WM62  | 17 nov 2006 | Mount Lemmon     | Mount Lemmon Survey | Ursula    | MPC                           |
| 293028     | 2006 WP69  | 17 nov 2006 | Mount Lemmon     | Mount Lemmon Survey | —         | MPC                           |
| 293029     | 2006 WV69  | 18 nov 2006 | Kitt Peak        | Spacewatch          | —         | MPC                           |
| 293030     | 2006 WM74  | 18 nov 2006 | Kitt Peak        | Spacewatch          | —         | MPC                           |
| 293031     | 2006 WC75  | 18 nov 2006 | Kitt Peak        | Spacewatch          | —         | MPC                           |
| 293032     | 2006 WC76  | 18 nov 2006 | Kitt Peak        | Spacewatch          | —         | MPC                           |
| 293033     | 2006 WF81  | 18 nov 2006 | Kitt Peak        | Spacewatch          | —         | MPC                           |
| 293034     | 2006 WF85  | 18 nov 2006 | Kitt Peak        | Spacewatch          | —         | MPC                           |
| 293035     | 2006 WC87  | 18 nov 2006 | Socorro          | LINEAR              | Juno      | MPC                           |
| 293036     | 2006 WD87  | 18 nov 2006 | Socorro          | LINEAR              | —         | MPC                           |
| 293037     | 2006 WY87  | 18 nov 2006 | Mount Lemmon     | Mount Lemmon Survey | —         | MPC                           |
| 293038     | 2006 WF89  | 18 nov 2006 | Kitt Peak        | Spacewatch          | —         | MPC                           |
| 293039     | 2006 WB94  | 19 nov 2006 | Kitt Peak        | Spacewatch          | —         | MPC                           |
| 293040     | 2006 WE95  | 19 nov 2006 | Kitt Peak        | Spacewatch          | —         | MPC                           |
| 293041     | 2006 WL97  | 19 nov 2006 | Kitt Peak        | Spacewatch          | —         | MPC                           |
| 293042     | 2006 WD98  | 19 nov 2006 | Kitt Peak        | Spacewatch          | Ursula    | MPC                           |
| 293043     | 2006 WU99  | 19 nov 2006 | Kitt Peak        | Spacewatch          | —         | MPC                           |
| 293044     | 2006 WA100 | 19 nov 2006 | Catalina         | CSS                 | —         | MPC                           |
| 293045     | 2006 WG100 | 19 nov 2006 | Catalina         | CSS                 | —         | MPC                           |
| 293046     | 2006 WV100 | 19 nov 2006 | Socorro          | LINEAR              | —         | MPC                           |
| 293047     | 2006 WK102 | 19 nov 2006 | Kitt Peak        | Spacewatch          | —         | MPC                           |
| 293048     | 2006 WN103 | 19 nov 2006 | Kitt Peak        | Spacewatch          | —         | MPC                           |
| 293049     | 2006 WT106 | 19 nov 2006 | Catalina         | CSS                 | —         | MPC                           |
| 293050     | 2006 WJ108 | 19 nov 2006 | Kitt Peak        | Spacewatch          | Brangane  | MPC                           |
| 293051     | 2006 WW109 | 19 nov 2006 | Kitt Peak        | Spacewatch          | —         | MPC                           |
| 293052     | 2006 WQ114 | 20 nov 2006 | Kitt Peak        | Spacewatch          | —         | MPC                           |
| 293053     | 2006 WN124 | 22 nov 2006 | Mount Lemmon     | Mount Lemmon Survey | —         | MPC                           |
| 293054     | 2006 WP127 | 25 nov 2006 | Mount Lemmon     | Mount Lemmon Survey | —         | MPC                           |
| 293055     | 2006 WG128 | 24 nov 2006 | Nyukasa          | Mount Nyukasa Stn.  | —         | MPC                           |
| 293056     | 2006 WZ130 | 18 nov 2006 | Catalina         | CSS                 | —         | MPC                           |
| 293057     | 2006 WD133 | 18 nov 2006 | Kitt Peak        | Spacewatch          | —         | MPC                           |
| 293058     | 2006 WZ144 | 20 nov 2006 | Kitt Peak        | Spacewatch          | —         | MPC                           |
| 293059     | 2006 WB147 | 20 nov 2006 | Kitt Peak        | Spacewatch          | —         | MPC                           |
| 293060     | 2006 WD149 | 20 nov 2006 | Kitt Peak        | Spacewatch          | —         | MPC                           |
| 293061     | 2006 WN149 | 20 nov 2006 | Kitt Peak        | Spacewatch          | —         | MPC                           |
| 293062     | 2006 WE151 | 21 nov 2006 | Mount Lemmon     | Mount Lemmon Survey | —         | MPC                           |
| 293063     | 2006 WL153 | 21 nov 2006 | Mount Lemmon     | Mount Lemmon Survey | —         | MPC                           |
| 293064     | 2006 WT153 | 22 nov 2006 | Kitt Peak        | Spacewatch          | —         | MPC                           |
| 293065     | 2006 WS156 | 22 nov 2006 | Mount Lemmon     | Mount Lemmon Survey | —         | MPC                           |
| 293066     | 2006 WP157 | 22 nov 2006 | Catalina         | CSS                 | —         | MPC                           |
| 293067     | 2006 WC159 | 22 nov 2006 | Kitt Peak        | Spacewatch          | —         | MPC                           |
| 293068     | 2006 WE159 | 22 nov 2006 | Kitt Peak        | Spacewatch          | Mitidika  | MPC                           |
| 293069     | 2006 WW166 | 23 nov 2006 | Kitt Peak        | Spacewatch          | —         | MPC                           |
| 293070     | 2006 WJ167 | 23 nov 2006 | Kitt Peak        | Spacewatch          | Ursula    | MPC                           |
| 293071     | 2006 WL167 | 23 nov 2006 | Kitt Peak        | Spacewatch          | —         | MPC                           |
| 293072     | 2006 WA171 | 23 nov 2006 | Kitt Peak        | Spacewatch          | —         | MPC                           |
| 293073     | 2006 WC171 | 23 nov 2006 | Kitt Peak        | Spacewatch          | —         | MPC                           |
| 293074     | 2006 WB173 | 23 nov 2006 | Kitt Peak        | Spacewatch          | —         | MPC                           |
| 293075     | 2006 WO174 | 23 nov 2006 | Kitt Peak        | Spacewatch          | —         | MPC                           |
| 293076     | 2006 WP174 | 23 nov 2006 | Kitt Peak        | Spacewatch          | —         | MPC                           |
| 293077     | 2006 WZ175 | 23 nov 2006 | Kitt Peak        | Spacewatch          | —         | MPC                           |
| 293078     | 2006 WV176 | 23 nov 2006 | Mount Lemmon     | Mount Lemmon Survey | —         | MPC                           |
| 293079     | 2006 WF180 | 24 nov 2006 | Mount Lemmon     | Mount Lemmon Survey | —         | MPC                           |
| 293080     | 2006 WR181 | 24 nov 2006 | Mount Lemmon     | Mount Lemmon Survey | Mitidika  | MPC                           |
| 293081     | 2006 WR182 | 24 nov 2006 | Kitt Peak        | Spacewatch          | —         | MPC                           |
| 293082     | 2006 WP183 | 25 nov 2006 | Mount Lemmon     | Mount Lemmon Survey | —         | MPC                           |
| 293083     | 2006 WV188 | 24 nov 2006 | Kitt Peak        | Spacewatch          | —         | MPC                           |
| 293084     | 2006 WS190 | 25 nov 2006 | Kitt Peak        | Spacewatch          | —         | MPC                           |
| 293085     | 2006 WD191 | 27 nov 2006 | Kitt Peak        | Spacewatch          | —         | MPC                           |
| 293086     | 2006 WU191 | 27 nov 2006 | Kitt Peak        | Spacewatch          | —         | MPC                           |
| 293087     | 2006 WZ193 | 27 nov 2006 | Kitt Peak        | Spacewatch          | —         | MPC                           |
| 293088     | 2006 WT194 | 28 nov 2006 | Kitt Peak        | Spacewatch          | —         | MPC                           |
| 293089     | 2006 WK195 | 30 nov 2006 | Kitt Peak        | Spacewatch          | —         | MPC                           |
| 293090     | 2006 WD198 | 22 nov 2006 | Mount Lemmon     | Mount Lemmon Survey | —         | MPC                           |
| 293091     | 2006 WK200 | 19 nov 2006 | Kitt Peak        | Spacewatch          | —         | MPC                           |
| 293092     | 2006 WS201 | 22 nov 2006 | Mount Lemmon     | Mount Lemmon Survey | —         | MPC                           |
| 293093     | 2006 WF202 | 22 nov 2006 | Kitt Peak        | Spacewatch          | —         | MPC                           |
| 293094     | 2006 WT202 | 27 nov 2006 | Kitt Peak        | Spacewatch          | —         | MPC                           |
| 293095     | 2006 XV3   | 13 dez 2006 | Socorro          | LINEAR              | Juno      | MPC                           |
| 293096     | 2006 XX3   | 14 dez 2006 | Socorro          | LINEAR              | —         | MPC                           |
| 293097     | 2006 XE12  | 10 dez 2006 | Kitt Peak        | Spacewatch          | —         | MPC                           |
| 293098     | 2006 XH12  | 10 dez 2006 | Kitt Peak        | Spacewatch          | —         | MPC                           |
| 293099     | 2006 XN12  | 10 dez 2006 | Kitt Peak        | Spacewatch          | —         | MPC                           |
| 293100     | 2006 XZ14  | 10 dez 2006 | Kitt Peak        | Spacewatch          | Mitidika  | MPC                           |

## 293101–293200
| Designação | Designação | Descoberta  | Descoberta           | Descobridor(es)     | Categoria | Mais informações / Referência |
| Permanente | Provisória | Data        | Local                | Descobridor(es)     | Categoria | Mais informações / Referência |
| ---------- | ---------- | ----------- | -------------------- | ------------------- | --------- | ----------------------------- |
| 293101     | 2006 XZ15  | 10 dez 2006 | Kitt Peak            | Spacewatch          | —         | MPC                           |
| 293102     | 2006 XU16  | 10 dez 2006 | Kitt Peak            | Spacewatch          | —         | MPC                           |
| 293103     | 2006 XS17  | 10 dez 2006 | Kitt Peak            | Spacewatch          | —         | MPC                           |
| 293104     | 2006 XY17  | 10 dez 2006 | Kitt Peak            | Spacewatch          | —         | MPC                           |
| 293105     | 2006 XF19  | 11 dez 2006 | Kitt Peak            | Spacewatch          | —         | MPC                           |
| 293106     | 2006 XN21  | 12 dez 2006 | Kitt Peak            | Spacewatch          | —         | MPC                           |
| 293107     | 2006 XT21  | 12 dez 2006 | Kitt Peak            | Spacewatch          | Phocaea   | MPC                           |
| 293108     | 2006 XC22  | 12 dez 2006 | Kitt Peak            | Spacewatch          | —         | MPC                           |
| 293109     | 2006 XL22  | 12 dez 2006 | Kitt Peak            | Spacewatch          | —         | MPC                           |
| 293110     | 2006 XO25  | 12 dez 2006 | Mount Lemmon         | Mount Lemmon Survey | —         | MPC                           |
| 293111     | 2006 XH26  | 12 dez 2006 | Catalina             | CSS                 | —         | MPC                           |
| 293112     | 2006 XH27  | 13 dez 2006 | Kitt Peak            | Spacewatch          | —         | MPC                           |
| 293113     | 2006 XA29  | 13 dez 2006 | Mount Lemmon         | Mount Lemmon Survey | —         | MPC                           |
| 293114     | 2006 XH29  | 13 dez 2006 | Mount Lemmon         | Mount Lemmon Survey | —         | MPC                           |
| 293115     | 2006 XJ29  | 13 dez 2006 | Mount Lemmon         | Mount Lemmon Survey | —         | MPC                           |
| 293116     | 2006 XS33  | 11 dez 2006 | Kitt Peak            | Spacewatch          | —         | MPC                           |
| 293117     | 2006 XK35  | 11 dez 2006 | Kitt Peak            | Spacewatch          | —         | MPC                           |
| 293118     | 2006 XR35  | 11 dez 2006 | Kitt Peak            | Spacewatch          | —         | MPC                           |
| 293119     | 2006 XB36  | 11 dez 2006 | Catalina             | CSS                 | —         | MPC                           |
| 293120     | 2006 XF36  | 11 dez 2006 | Kitt Peak            | Spacewatch          | —         | MPC                           |
| 293121     | 2006 XT36  | 11 dez 2006 | Kitt Peak            | Spacewatch          | —         | MPC                           |
| 293122     | 2006 XV44  | 13 dez 2006 | Kitt Peak            | Spacewatch          | —         | MPC                           |
| 293123     | 2006 XC45  | 13 dez 2006 | Kitt Peak            | Spacewatch          | —         | MPC                           |
| 293124     | 2006 XZ45  | 13 dez 2006 | Socorro              | LINEAR              | —         | MPC                           |
| 293125     | 2006 XE48  | 13 dez 2006 | Socorro              | LINEAR              | —         | MPC                           |
| 293126     | 2006 XD49  | 13 dez 2006 | Mount Lemmon         | Mount Lemmon Survey | —         | MPC                           |
| 293127     | 2006 XW52  | 14 dez 2006 | Socorro              | LINEAR              | —         | MPC                           |
| 293128     | 2006 XO54  | 15 dez 2006 | Kitt Peak            | Spacewatch          | —         | MPC                           |
| 293129     | 2006 XC55  | 15 dez 2006 | Socorro              | LINEAR              | Eos       | MPC                           |
| 293130     | 2006 XO56  | 13 dez 2006 | Kitt Peak            | Spacewatch          | —         | MPC                           |
| 293131     | 2006 XV56  | 15 dez 2006 | Vallemare di Borbona | V. S. Casulli       | —         | MPC                           |
| 293132     | 2006 XW56  | 12 dez 2006 | Catalina             | CSS                 | —         | MPC                           |
| 293133     | 2006 XA60  | 14 dez 2006 | Kitt Peak            | Spacewatch          | —         | MPC                           |
| 293134     | 2006 XP61  | 15 dez 2006 | Kitt Peak            | Spacewatch          | —         | MPC                           |
| 293135     | 2006 XX63  | 11 dez 2006 | Socorro              | LINEAR              | —         | MPC                           |
| 293136     | 2006 XM64  | 12 dez 2006 | Socorro              | LINEAR              | —         | MPC                           |
| 293137     | 2006 XQ64  | 12 dez 2006 | Socorro              | LINEAR              | —         | MPC                           |
| 293138     | 2006 XG65  | 12 dez 2006 | Palomar              | NEAT                | Eos       | MPC                           |
| 293139     | 2006 XW68  | 12 dez 2006 | Palomar              | NEAT                | —         | MPC                           |
| 293140     | 2006 XZ68  | 11 dez 2006 | Kitt Peak            | Spacewatch          | —         | MPC                           |
| 293141     | 2006 XM69  | 13 dez 2006 | Kitt Peak            | Spacewatch          | Maria     | MPC                           |
| 293142     | 2006 XQ69  | 15 dez 2006 | Mount Lemmon         | Mount Lemmon Survey | —         | MPC                           |
| 293143     | 2006 XR72  | 13 dez 2006 | Mount Lemmon         | Mount Lemmon Survey | —         | MPC                           |
| 293144     | 2006 XS72  | 13 dez 2006 | Kitt Peak            | Spacewatch          | —         | MPC                           |
| 293145     | 2006 YP1   | 16 dez 2006 | Mount Lemmon         | Mount Lemmon Survey | —         | MPC                           |
| 293146     | 2006 YR4   | 16 dez 2006 | Mount Lemmon         | Mount Lemmon Survey | —         | MPC                           |
| 293147     | 2006 YK5   | 17 dez 2006 | Mount Lemmon         | Mount Lemmon Survey | —         | MPC                           |
| 293148     | 2006 YS5   | 17 dez 2006 | Mount Lemmon         | Mount Lemmon Survey | Mitidika  | MPC                           |
| 293149     | 2006 YT5   | 17 dez 2006 | Mount Lemmon         | Mount Lemmon Survey | —         | MPC                           |
| 293150     | 2006 YG7   | 20 dez 2006 | Palomar              | NEAT                | —         | MPC                           |
| 293151     | 2006 YQ8   | 20 dez 2006 | Mount Lemmon         | Mount Lemmon Survey | —         | MPC                           |
| 293152     | 2006 YM10  | 21 dez 2006 | Anderson Mesa        | LONEOS              | Juno      | MPC                           |
| 293153     | 2006 YB12  | 22 dez 2006 | Črni Vrh             | Črni Vrh            | —         | MPC                           |
| 293154     | 2006 YL12  | 20 dez 2006 | Nyukasa              | Mount Nyukasa Stn.  | —         | MPC                           |
| 293155     | 2006 YX12  | 24 dez 2006 | Gnosca               | S. Sposetti         | —         | MPC                           |
| 293156     | 2006 YK14  | 25 dez 2006 | Gnosca               | S. Sposetti         | —         | MPC                           |
| 293157     | 2006 YO15  | 20 dez 2006 | Palomar              | NEAT                | —         | MPC                           |
| 293158     | 2006 YQ15  | 20 dez 2006 | Palomar              | NEAT                | —         | MPC                           |
| 293159     | 2006 YW16  | 21 dez 2006 | Mount Lemmon         | Mount Lemmon Survey | —         | MPC                           |
| 293160     | 2006 YU17  | 22 dez 2006 | Mount Lemmon         | Mount Lemmon Survey | —         | MPC                           |
| 293161     | 2006 YL20  | 21 dez 2006 | Kitt Peak            | Spacewatch          | Mitidika  | MPC                           |
| 293162     | 2006 YA21  | 21 dez 2006 | Kitt Peak            | Spacewatch          | —         | MPC                           |
| 293163     | 2006 YP21  | 21 dez 2006 | Kitt Peak            | Spacewatch          | —         | MPC                           |
| 293164     | 2006 YD25  | 21 dez 2006 | Kitt Peak            | Spacewatch          | —         | MPC                           |
| 293165     | 2006 YZ26  | 21 dez 2006 | Kitt Peak            | Spacewatch          | Mitidika  | MPC                           |
| 293166     | 2006 YU31  | 21 dez 2006 | Kitt Peak            | Spacewatch          | —         | MPC                           |
| 293167     | 2006 YC38  | 21 dez 2006 | Kitt Peak            | Spacewatch          | —         | MPC                           |
| 293168     | 2006 YX41  | 22 dez 2006 | Socorro              | LINEAR              | —         | MPC                           |
| 293169     | 2006 YN47  | 23 dez 2006 | Mount Lemmon         | Mount Lemmon Survey | —         | MPC                           |
| 293170     | 2006 YU47  | 24 dez 2006 | Catalina             | CSS                 | —         | MPC                           |
| 293171     | 2006 YT48  | 24 dez 2006 | Kitt Peak            | Spacewatch          | —         | MPC                           |
| 293172     | 2006 YJ51  | 24 dez 2006 | Kitt Peak            | Spacewatch          | Mitidika  | MPC                           |
| 293173     | 2006 YN51  | 27 dez 2006 | Mount Lemmon         | Mount Lemmon Survey | —         | MPC                           |
| 293174     | 2006 YY51  | 27 dez 2006 | Mount Lemmon         | Mount Lemmon Survey | —         | MPC                           |
| 293175     | 2006 YA52  | 27 dez 2006 | Mount Lemmon         | Mount Lemmon Survey | —         | MPC                           |
| 293176     | 2006 YR52  | 16 dez 2006 | Kitt Peak            | Spacewatch          | —         | MPC                           |
| 293177     | 2007 AE4   | 8 jan 2007  | Catalina             | CSS                 | —         | MPC                           |
| 293178     | 2007 AV6   | 9 jan 2007  | Kitt Peak            | Spacewatch          | —         | MPC                           |
| 293179     | 2007 AP10  | 10 jan 2007 | Socorro              | LINEAR              | —         | MPC                           |
| 293180     | 2007 AY10  | 9 jan 2007  | Kitt Peak            | Spacewatch          | —         | MPC                           |
| 293181     | 2007 AW11  | 15 jan 2007 | Kitt Peak            | Spacewatch          | —         | MPC                           |
| 293182     | 2007 AW14  | 10 jan 2007 | Mount Lemmon         | Mount Lemmon Survey | Brangane  | MPC                           |
| 293183     | 2007 AZ14  | 10 jan 2007 | Mount Lemmon         | Mount Lemmon Survey | —         | MPC                           |
| 293184     | 2007 AE17  | 15 jan 2007 | Catalina             | CSS                 | —         | MPC                           |
| 293185     | 2007 AK19  | 15 jan 2007 | Anderson Mesa        | LONEOS              | —         | MPC                           |
| 293186     | 2007 AO21  | 15 jan 2007 | Catalina             | CSS                 | —         | MPC                           |
| 293187     | 2007 AR24  | 15 jan 2007 | Catalina             | CSS                 | —         | MPC                           |
| 293188     | 2007 AR25  | 15 jan 2007 | Anderson Mesa        | LONEOS              | Phocaea   | MPC                           |
| 293189     | 2007 AS25  | 15 jan 2007 | Catalina             | CSS                 | —         | MPC                           |
| 293190     | 2007 AU28  | 10 jan 2007 | Mount Lemmon         | Mount Lemmon Survey | Eos       | MPC                           |
| 293191     | 2007 AX28  | 10 jan 2007 | Mount Lemmon         | Mount Lemmon Survey | —         | MPC                           |
| 293192     | 2007 AH30  | 9 jan 2007  | Mount Lemmon         | Mount Lemmon Survey | —         | MPC                           |
| 293193     | 2007 AA31  | 10 jan 2007 | Mount Lemmon         | Mount Lemmon Survey | —         | MPC                           |
| 293194     | 2007 AC31  | 10 jan 2007 | Mount Lemmon         | Mount Lemmon Survey | Eos       | MPC                           |
| 293195     | 2007 BK2   | 16 jan 2007 | Catalina             | CSS                 | Ursula    | MPC                           |
| 293196     | 2007 BR5   | 17 jan 2007 | Catalina             | CSS                 | Juno      | MPC                           |
| 293197     | 2007 BH6   | 17 jan 2007 | Palomar              | NEAT                | —         | MPC                           |
| 293198     | 2007 BU6   | 17 jan 2007 | Kitt Peak            | Spacewatch          | —         | MPC                           |
| 293199     | 2007 BF9   | 17 jan 2007 | Catalina             | CSS                 | —         | MPC                           |
| 293200     | 2007 BO10  | 17 jan 2007 | Palomar              | NEAT                | —         | MPC                           |

## 293201–293300
| Designação | Designação | Descoberta  | Descoberta        | Descobridor(es)     | Categoria | Mais informações / Referência |
| Permanente | Provisória | Data        | Local             | Descobridor(es)     | Categoria | Mais informações / Referência |
| ---------- | ---------- | ----------- | ----------------- | ------------------- | --------- | ----------------------------- |
| 293201     | 2007 BC11  | 17 jan 2007 | Kitt Peak         | Spacewatch          | —         | MPC                           |
| 293202     | 2007 BC12  | 17 jan 2007 | Kitt Peak         | Spacewatch          | —         | MPC                           |
| 293203     | 2007 BG13  | 17 jan 2007 | Kitt Peak         | Spacewatch          | —         | MPC                           |
| 293204     | 2007 BK13  | 17 jan 2007 | Kitt Peak         | Spacewatch          | —         | MPC                           |
| 293205     | 2007 BO15  | 17 jan 2007 | Kitt Peak         | Spacewatch          | —         | MPC                           |
| 293206     | 2007 BK17  | 17 jan 2007 | Palomar           | NEAT                | —         | MPC                           |
| 293207     | 2007 BX17  | 17 jan 2007 | Kitt Peak         | Spacewatch          | —         | MPC                           |
| 293208     | 2007 BM18  | 17 jan 2007 | Palomar           | NEAT                | —         | MPC                           |
| 293209     | 2007 BD19  | 21 jan 2007 | Socorro           | LINEAR              | —         | MPC                           |
| 293210     | 2007 BJ20  | 23 jan 2007 | Anderson Mesa     | LONEOS              | —         | MPC                           |
| 293211     | 2007 BX20  | 18 jan 2007 | Palomar           | NEAT                | —         | MPC                           |
| 293212     | 2007 BE22  | 24 jan 2007 | Socorro           | LINEAR              | —         | MPC                           |
| 293213     | 2007 BJ24  | 24 jan 2007 | Mount Lemmon      | Mount Lemmon Survey | —         | MPC                           |
| 293214     | 2007 BJ25  | 24 jan 2007 | Mount Lemmon      | Mount Lemmon Survey | —         | MPC                           |
| 293215     | 2007 BJ27  | 24 jan 2007 | Catalina          | CSS                 | —         | MPC                           |
| 293216     | 2007 BY27  | 24 jan 2007 | Mount Lemmon      | Mount Lemmon Survey | —         | MPC                           |
| 293217     | 2007 BJ28  | 24 jan 2007 | Mount Lemmon      | Mount Lemmon Survey | —         | MPC                           |
| 293218     | 2007 BN35  | 24 jan 2007 | Mount Lemmon      | Mount Lemmon Survey | —         | MPC                           |
| 293219     | 2007 BP36  | 24 jan 2007 | Socorro           | LINEAR              | —         | MPC                           |
| 293220     | 2007 BS37  | 24 jan 2007 | Mount Lemmon      | Mount Lemmon Survey | —         | MPC                           |
| 293221     | 2007 BK38  | 24 jan 2007 | Catalina          | CSS                 | —         | MPC                           |
| 293222     | 2007 BF40  | 24 jan 2007 | Mount Lemmon      | Mount Lemmon Survey | —         | MPC                           |
| 293223     | 2007 BN40  | 24 jan 2007 | Mount Lemmon      | Mount Lemmon Survey | Themis    | MPC                           |
| 293224     | 2007 BH42  | 24 jan 2007 | Catalina          | CSS                 | —         | MPC                           |
| 293225     | 2007 BA50  | 27 jan 2007 | Kitt Peak         | Spacewatch          | —         | MPC                           |
| 293226     | 2007 BS56  | 24 jan 2007 | Socorro           | LINEAR              | Brangane  | MPC                           |
| 293227     | 2007 BA58  | 24 jan 2007 | Catalina          | CSS                 | —         | MPC                           |
| 293228     | 2007 BM59  | 25 jan 2007 | Catalina          | CSS                 | Ursula    | MPC                           |
| 293229     | 2007 BS60  | 26 jan 2007 | Kitt Peak         | Spacewatch          | —         | MPC                           |
| 293230     | 2007 BB61  | 27 jan 2007 | Mount Lemmon      | Mount Lemmon Survey | —         | MPC                           |
| 293231     | 2007 BS61  | 27 jan 2007 | Mount Lemmon      | Mount Lemmon Survey | —         | MPC                           |
| 293232     | 2007 BB63  | 27 jan 2007 | Mount Lemmon      | Mount Lemmon Survey | —         | MPC                           |
| 293233     | 2007 BM64  | 27 jan 2007 | Mount Lemmon      | Mount Lemmon Survey | —         | MPC                           |
| 293234     | 2007 BR64  | 27 jan 2007 | Kitt Peak         | Spacewatch          | —         | MPC                           |
| 293235     | 2007 BR67  | 27 jan 2007 | Mount Lemmon      | Mount Lemmon Survey | —         | MPC                           |
| 293236     | 2007 BM68  | 27 jan 2007 | Mount Lemmon      | Mount Lemmon Survey | —         | MPC                           |
| 293237     | 2007 BQ69  | 27 jan 2007 | Kitt Peak         | Spacewatch          | —         | MPC                           |
| 293238     | 2007 BY69  | 27 jan 2007 | Mount Lemmon      | Mount Lemmon Survey | —         | MPC                           |
| 293239     | 2007 BC71  | 28 jan 2007 | Mount Lemmon      | Mount Lemmon Survey | —         | MPC                           |
| 293240     | 2007 BO74  | 17 jan 2007 | Mount Lemmon      | Mount Lemmon Survey | —         | MPC                           |
| 293241     | 2007 BH75  | 28 jan 2007 | Mount Lemmon      | Mount Lemmon Survey | —         | MPC                           |
| 293242     | 2007 BK75  | 29 jan 2007 | Kitt Peak         | Spacewatch          | —         | MPC                           |
| 293243     | 2007 BT77  | 28 jan 2007 | Mount Lemmon      | Mount Lemmon Survey | —         | MPC                           |
| 293244     | 2007 BD78  | 28 jan 2007 | Mount Lemmon      | Mount Lemmon Survey | —         | MPC                           |
| 293245     | 2007 BZ78  | 27 jan 2007 | Mount Lemmon      | Mount Lemmon Survey | —         | MPC                           |
| 293246     | 2007 BR80  | 17 jan 2007 | Kitt Peak         | Spacewatch          | —         | MPC                           |
| 293247     | 2007 BF101 | 27 jan 2007 | Kitt Peak         | Spacewatch          | —         | MPC                           |
| 293248     | 2007 CS1   | 6 fev 2007  | Kitt Peak         | Spacewatch          | —         | MPC                           |
| 293249     | 2007 CU1   | 6 fev 2007  | Mount Lemmon      | Mount Lemmon Survey | —         | MPC                           |
| 293250     | 2007 CW1   | 6 fev 2007  | Kitt Peak         | Spacewatch          | —         | MPC                           |
| 293251     | 2007 CF2   | 6 fev 2007  | Kitt Peak         | Spacewatch          | —         | MPC                           |
| 293252     | 2007 CO3   | 6 fev 2007  | Kitt Peak         | Spacewatch          | —         | MPC                           |
| 293253     | 2007 CE9   | 6 fev 2007  | Kitt Peak         | Spacewatch          | —         | MPC                           |
| 293254     | 2007 CZ11  | 6 fev 2007  | Kitt Peak         | Spacewatch          | —         | MPC                           |
| 293255     | 2007 CF12  | 6 fev 2007  | Kitt Peak         | Spacewatch          | —         | MPC                           |
| 293256     | 2007 CH12  | 6 fev 2007  | Mount Lemmon      | Mount Lemmon Survey | —         | MPC                           |
| 293257     | 2007 CK13  | 7 fev 2007  | Mount Lemmon      | Mount Lemmon Survey | —         | MPC                           |
| 293258     | 2007 CO15  | 5 fev 2007  | Palomar           | NEAT                | —         | MPC                           |
| 293259     | 2007 CL18  | 8 fev 2007  | Mount Lemmon      | Mount Lemmon Survey | —         | MPC                           |
| 293260     | 2007 CE19  | 9 fev 2007  | 7300              | W. K. Y. Yeung      | —         | MPC                           |
| 293261     | 2007 CX20  | 6 fev 2007  | Mount Lemmon      | Mount Lemmon Survey | —         | MPC                           |
| 293262     | 2007 CJ21  | 6 fev 2007  | Palomar           | NEAT                | —         | MPC                           |
| 293263     | 2007 CR22  | 6 fev 2007  | Mount Lemmon      | Mount Lemmon Survey | Hygiea    | MPC                           |
| 293264     | 2007 CO24  | 8 fev 2007  | Mount Lemmon      | Mount Lemmon Survey | —         | MPC                           |
| 293265     | 2007 CW24  | 8 fev 2007  | Mount Lemmon      | Mount Lemmon Survey | Brangane  | MPC                           |
| 293266     | 2007 CJ25  | 8 fev 2007  | Kitt Peak         | Spacewatch          | —         | MPC                           |
| 293267     | 2007 CP25  | 9 fev 2007  | Kitt Peak         | Spacewatch          | —         | MPC                           |
| 293268     | 2007 CY32  | 6 fev 2007  | Mount Lemmon      | Mount Lemmon Survey | Mitidika  | MPC                           |
| 293269     | 2007 CY33  | 6 fev 2007  | Mount Lemmon      | Mount Lemmon Survey | —         | MPC                           |
| 293270     | 2007 CC34  | 6 fev 2007  | Mount Lemmon      | Mount Lemmon Survey | —         | MPC                           |
| 293271     | 2007 CS39  | 6 fev 2007  | Mount Lemmon      | Mount Lemmon Survey | —         | MPC                           |
| 293272     | 2007 CR40  | 7 fev 2007  | Kitt Peak         | Spacewatch          | —         | MPC                           |
| 293273     | 2007 CT43  | 8 fev 2007  | Kitt Peak         | Spacewatch          | —         | MPC                           |
| 293274     | 2007 CW46  | 8 fev 2007  | Palomar           | NEAT                | —         | MPC                           |
| 293275     | 2007 CZ46  | 8 fev 2007  | Palomar           | NEAT                | —         | MPC                           |
| 293276     | 2007 CJ48  | 10 fev 2007 | Mount Lemmon      | Mount Lemmon Survey | —         | MPC                           |
| 293277     | 2007 CM48  | 10 fev 2007 | Mount Lemmon      | Mount Lemmon Survey | Brangane  | MPC                           |
| 293278     | 2007 CO50  | 9 fev 2007  | Kitt Peak         | Spacewatch          | —         | MPC                           |
| 293279     | 2007 CN54  | 14 fev 2007 | Lulin Observatory | C.-S. Lin, Q.-z. Ye | —         | MPC                           |
| 293280     | 2007 CW55  | 13 fev 2007 | Mount Lemmon      | Mount Lemmon Survey | —         | MPC                           |
| 293281     | 2007 CY56  | 15 nov 2006 | Mount Lemmon      | Mount Lemmon Survey | —         | MPC                           |
| 293282     | 2007 CZ58  | 10 fev 2007 | Palomar           | NEAT                | —         | MPC                           |
| 293283     | 2007 CV59  | 10 fev 2007 | Catalina          | CSS                 | —         | MPC                           |
| 293284     | 2007 CD60  | 10 fev 2007 | Catalina          | CSS                 | —         | MPC                           |
| 293285     | 2007 CV63  | 15 fev 2007 | Catalina          | CSS                 | —         | MPC                           |
| 293286     | 2007 DM    | 16 fev 2007 | Wildberg          | R. Apitzsch         | —         | MPC                           |
| 293287     | 2007 DS1   | 16 fev 2007 | Mount Lemmon      | Mount Lemmon Survey | —         | MPC                           |
| 293288     | 2007 DG4   | 16 fev 2007 | Mount Lemmon      | Mount Lemmon Survey | —         | MPC                           |
| 293289     | 2007 DC7   | 18 fev 2007 | Socorro           | LINEAR              | —         | MPC                           |
| 293290     | 2007 DG7   | 17 fev 2007 | Mount Lemmon      | Mount Lemmon Survey | Brangane  | MPC                           |
| 293291     | 2007 DT11  | 16 fev 2007 | Palomar           | NEAT                | —         | MPC                           |
| 293292     | 2007 DU14  | 17 fev 2007 | Kitt Peak         | Spacewatch          | —         | MPC                           |
| 293293     | 2007 DL15  | 17 fev 2007 | Kitt Peak         | Spacewatch          | —         | MPC                           |
| 293294     | 2007 DT15  | 17 fev 2007 | Kitt Peak         | Spacewatch          | Brangane  | MPC                           |
| 293295     | 2007 DK18  | 17 fev 2007 | Kitt Peak         | Spacewatch          | —         | MPC                           |
| 293296     | 2007 DR20  | 17 fev 2007 | Kitt Peak         | Spacewatch          | —         | MPC                           |
| 293297     | 2007 DL23  | 17 fev 2007 | Kitt Peak         | Spacewatch          | —         | MPC                           |
| 293298     | 2007 DD24  | 17 fev 2007 | Kitt Peak         | Spacewatch          | —         | MPC                           |
| 293299     | 2007 DT25  | 17 fev 2007 | Kitt Peak         | Spacewatch          | —         | MPC                           |
| 293300     | 2007 DP27  | 17 fev 2007 | Kitt Peak         | Spacewatch          | —         | MPC                           |

## 293301–293400
| Designação     | Designação | Descoberta  | Descoberta      | Descobridor(es)      | Categoria | Mais informações / Referência |
| Permanente     | Provisória | Data        | Local           | Descobridor(es)      | Categoria | Mais informações / Referência |
| -------------- | ---------- | ----------- | --------------- | -------------------- | --------- | ----------------------------- |
| 293301         | 2007 DX28  | 17 fev 2007 | Kitt Peak       | Spacewatch           | —         | MPC                           |
| 293302         | 2007 DD30  | 17 fev 2007 | Kitt Peak       | Spacewatch           | Brangane  | MPC                           |
| 293303         | 2007 DY30  | 17 fev 2007 | Kitt Peak       | Spacewatch           | —         | MPC                           |
| 293304         | 2007 DV32  | 17 fev 2007 | Kitt Peak       | Spacewatch           | —         | MPC                           |
| 293305         | 2007 DQ33  | 17 fev 2007 | Kitt Peak       | Spacewatch           | —         | MPC                           |
| 293306         | 2007 DR33  | 17 fev 2007 | Kitt Peak       | Spacewatch           | —         | MPC                           |
| 293307         | 2007 DQ37  | 17 fev 2007 | Kitt Peak       | Spacewatch           | —         | MPC                           |
| 293308         | 2007 DT37  | 17 fev 2007 | Kitt Peak       | Spacewatch           | —         | MPC                           |
| 293309         | 2007 DF39  | 17 fev 2007 | Kitt Peak       | Spacewatch           | —         | MPC                           |
| 293310         | 2007 DW40  | 21 fev 2007 | Calvin-Rehoboth | Calvin–Rehoboth Obs. | —         | MPC                           |
| 293311         | 2007 DS41  | 16 fev 2007 | Mount Lemmon    | Mount Lemmon Survey  | —         | MPC                           |
| 293312         | 2007 DU42  | 17 fev 2007 | Catalina        | CSS                  | —         | MPC                           |
| 293313         | 2007 DV44  | 19 fev 2007 | Kitt Peak       | Spacewatch           | —         | MPC                           |
| 293314         | 2007 DD45  | 19 fev 2007 | Mount Lemmon    | Mount Lemmon Survey  | —         | MPC                           |
| 293315         | 2007 DY46  | 21 fev 2007 | Socorro         | LINEAR               | —         | MPC                           |
| 293316         | 2007 DN47  | 21 fev 2007 | Mount Lemmon    | Mount Lemmon Survey  | —         | MPC                           |
| 293317         | 2007 DO50  | 17 fev 2007 | Kitt Peak       | Spacewatch           | —         | MPC                           |
| 293318         | 2007 DA51  | 17 fev 2007 | Kitt Peak       | Spacewatch           | —         | MPC                           |
| 293319         | 2007 DG51  | 17 fev 2007 | Catalina        | CSS                  | —         | MPC                           |
| 293320         | 2007 DQ52  | 19 fev 2007 | Mount Lemmon    | Mount Lemmon Survey  | —         | MPC                           |
| 293321         | 2007 DV53  | 19 fev 2007 | Mount Lemmon    | Mount Lemmon Survey  | —         | MPC                           |
| 293322         | 2007 DC55  | 21 fev 2007 | Socorro         | LINEAR               | —         | MPC                           |
| 293323         | 2007 DE58  | 21 fev 2007 | Kitt Peak       | Spacewatch           | —         | MPC                           |
| 293324         | 2007 DG58  | 21 fev 2007 | Kitt Peak       | Spacewatch           | Eos       | MPC                           |
| 293325         | 2007 DL58  | 21 fev 2007 | Kitt Peak       | Spacewatch           | —         | MPC                           |
| 293326         | 2007 DT63  | 21 fev 2007 | Kitt Peak       | Spacewatch           | —         | MPC                           |
| 293327         | 2007 DS65  | 21 fev 2007 | Socorro         | LINEAR               | —         | MPC                           |
| 293328         | 2007 DT65  | 21 fev 2007 | Socorro         | LINEAR               | —         | MPC                           |
| 293329         | 2007 DG67  | 21 fev 2007 | Kitt Peak       | Spacewatch           | —         | MPC                           |
| 293330         | 2007 DZ67  | 21 fev 2007 | Kitt Peak       | Spacewatch           | —         | MPC                           |
| 293331         | 2007 DY68  | 21 fev 2007 | Kitt Peak       | Spacewatch           | —         | MPC                           |
| 293332         | 2007 DV71  | 21 fev 2007 | Kitt Peak       | Spacewatch           | —         | MPC                           |
| 293333         | 2007 DB75  | 21 fev 2007 | Kitt Peak       | Spacewatch           | —         | MPC                           |
| 293334         | 2007 DE77  | 22 fev 2007 | Catalina        | CSS                  | Brangane  | MPC                           |
| 293335         | 2007 DW79  | 23 fev 2007 | Mount Lemmon    | Mount Lemmon Survey  | —         | MPC                           |
| 293336         | 2007 DW86  | 23 fev 2007 | Mount Lemmon    | Mount Lemmon Survey  | —         | MPC                           |
| 293337         | 2007 DZ86  | 23 fev 2007 | Mount Lemmon    | Mount Lemmon Survey  | —         | MPC                           |
| 293338         | 2007 DK87  | 23 fev 2007 | Kitt Peak       | Spacewatch           | —         | MPC                           |
| 293339         | 2007 DD90  | 23 fev 2007 | Kitt Peak       | Spacewatch           | —         | MPC                           |
| 293340         | 2007 DH90  | 23 fev 2007 | Kitt Peak       | Spacewatch           | —         | MPC                           |
| 293341         | 2007 DM92  | 23 fev 2007 | Kitt Peak       | Spacewatch           | —         | MPC                           |
| 293342         | 2007 DR97  | 23 fev 2007 | Kitt Peak       | Spacewatch           | —         | MPC                           |
| 293343         | 2007 DW98  | 25 fev 2007 | Mount Lemmon    | Mount Lemmon Survey  | —         | MPC                           |
| 293344         | 2007 DM100 | 25 fev 2007 | Kitt Peak       | Spacewatch           | Eos       | MPC                           |
| 293345         | 2007 DD105 | 21 fev 2007 | Mount Lemmon    | Mount Lemmon Survey  | —         | MPC                           |
| 293346         | 2007 DG105 | 26 fev 2007 | Mount Lemmon    | Mount Lemmon Survey  | —         | MPC                           |
| 293347         | 2007 DP105 | 17 fev 2007 | Kitt Peak       | Spacewatch           | —         | MPC                           |
| 293348         | 2007 DW105 | 21 fev 2007 | Mount Lemmon    | Mount Lemmon Survey  | —         | MPC                           |
| 293349         | 2007 DS106 | 22 fev 2007 | Kitt Peak       | Spacewatch           | —         | MPC                           |
| 293350         | 2007 DX106 | 23 fev 2007 | Kitt Peak       | Spacewatch           | Ursula    | MPC                           |
| 293351         | 2007 DH109 | 22 fev 2007 | Catalina        | CSS                  | Juno      | MPC                           |
| 293352         | 2007 DS109 | 19 fev 2007 | Mount Lemmon    | Mount Lemmon Survey  | —         | MPC                           |
| 293353         | 2007 DZ109 | 25 fev 2007 | Mount Lemmon    | Mount Lemmon Survey  | —         | MPC                           |
| 293354         | 2007 DB110 | 27 fev 2007 | Kitt Peak       | Spacewatch           | —         | MPC                           |
| 293355         | 2007 DM110 | 17 fev 2007 | Mount Lemmon    | Mount Lemmon Survey  | —         | MPC                           |
| 293356         | 2007 DV111 | 25 fev 2007 | Mount Lemmon    | Mount Lemmon Survey  | —         | MPC                           |
| 293357         | 2007 DF113 | 17 fev 2007 | Mount Lemmon    | Mount Lemmon Survey  | Brangane  | MPC                           |
| 293358         | 2007 DT115 | 21 fev 2007 | Mount Lemmon    | Mount Lemmon Survey  | —         | MPC                           |
| 293359         | 2007 EE    | 7 mar 2007  | Wildberg        | R. Apitzsch          | —         | MPC                           |
| 293360         | 2007 EV1   | 9 mar 2007  | Kitt Peak       | Spacewatch           | —         | MPC                           |
| 293361         | 2007 EN2   | 9 mar 2007  | Catalina        | CSS                  | —         | MPC                           |
| 293362         | 2007 ET2   | 9 mar 2007  | Mount Lemmon    | Mount Lemmon Survey  | —         | MPC                           |
| 293363         | 2007 EX4   | 9 mar 2007  | Palomar         | NEAT                 | —         | MPC                           |
| 293364         | 2007 EQ5   | 9 mar 2007  | Mount Lemmon    | Mount Lemmon Survey  | —         | MPC                           |
| 293365         | 2007 EM7   | 9 mar 2007  | Mount Lemmon    | Mount Lemmon Survey  | —         | MPC                           |
| 293366 Roux    | 2007 EQ9   | 9 mar 2007  | Saint-Sulpice   | B. Christophe        | Maria     | MPC                           |
| 293367         | 2007 EU10  | 9 mar 2007  | Kitt Peak       | Spacewatch           | —         | MPC                           |
| 293368         | 2007 EE11  | 9 mar 2007  | Kitt Peak       | Spacewatch           | —         | MPC                           |
| 293369         | 2007 ER13  | 9 mar 2007  | Mount Lemmon    | Mount Lemmon Survey  | —         | MPC                           |
| 293370         | 2007 EF17  | 9 mar 2007  | Mount Lemmon    | Mount Lemmon Survey  | —         | MPC                           |
| 293371         | 2007 ED18  | 9 mar 2007  | Mount Lemmon    | Mount Lemmon Survey  | —         | MPC                           |
| 293372         | 2007 ER18  | 9 mar 2007  | Lulin           | C.-S. Lin, Q.-z. Ye  | —         | MPC                           |
| 293373         | 2007 ER19  | 10 mar 2007 | Mount Lemmon    | Mount Lemmon Survey  | —         | MPC                           |
| 293374         | 2007 ES20  | 10 mar 2007 | Kitt Peak       | Spacewatch           | —         | MPC                           |
| 293375         | 2007 EU20  | 10 mar 2007 | Kitt Peak       | Spacewatch           | —         | MPC                           |
| 293376         | 2007 EZ20  | 10 mar 2007 | Kitt Peak       | Spacewatch           | —         | MPC                           |
| 293377         | 2007 EN25  | 10 mar 2007 | Mount Lemmon    | Mount Lemmon Survey  | —         | MPC                           |
| 293378         | 2007 EL28  | 9 mar 2007  | Palomar         | NEAT                 | —         | MPC                           |
| 293379         | 2007 EZ29  | 9 mar 2007  | Kitt Peak       | Spacewatch           | —         | MPC                           |
| 293380         | 2007 ER33  | 10 mar 2007 | Mount Lemmon    | Mount Lemmon Survey  | —         | MPC                           |
| 293381         | 2007 EH36  | 11 mar 2007 | Anderson Mesa   | LONEOS               | —         | MPC                           |
| 293382         | 2007 EL36  | 11 mar 2007 | Anderson Mesa   | LONEOS               | —         | MPC                           |
| 293383 Maigret | 2007 EZ38  | 11 mar 2007 | Saint-Sulpice   | B. Christophe        | —         | MPC                           |
| 293384         | 2007 ED41  | 9 mar 2007  | Kitt Peak       | Spacewatch           | —         | MPC                           |
| 293385         | 2007 EV43  | 9 mar 2007  | Kitt Peak       | Spacewatch           | —         | MPC                           |
| 293386         | 2007 EW43  | 9 mar 2007  | Kitt Peak       | Spacewatch           | —         | MPC                           |
| 293387         | 2007 EC44  | 9 mar 2007  | Kitt Peak       | Spacewatch           | —         | MPC                           |
| 293388         | 2007 EV44  | 9 mar 2007  | Mount Lemmon    | Mount Lemmon Survey  | —         | MPC                           |
| 293389         | 2007 EV45  | 9 mar 2007  | Kitt Peak       | Spacewatch           | —         | MPC                           |
| 293390         | 2007 EL46  | 9 mar 2007  | Kitt Peak       | Spacewatch           | Mitidika  | MPC                           |
| 293391         | 2007 EE48  | 9 mar 2007  | Kitt Peak       | Spacewatch           | —         | MPC                           |
| 293392         | 2007 ES51  | 11 mar 2007 | Kitt Peak       | Spacewatch           | —         | MPC                           |
| 293393         | 2007 EP53  | 11 mar 2007 | Mount Lemmon    | Mount Lemmon Survey  | —         | MPC                           |
| 293394         | 2007 EE59  | 9 mar 2007  | Mount Lemmon    | Mount Lemmon Survey  | —         | MPC                           |
| 293395         | 2007 EV63  | 10 mar 2007 | Kitt Peak       | Spacewatch           | —         | MPC                           |
| 293396         | 2007 EW64  | 10 mar 2007 | Kitt Peak       | Spacewatch           | —         | MPC                           |
| 293397         | 2007 EZ66  | 10 mar 2007 | Kitt Peak       | Spacewatch           | —         | MPC                           |
| 293398         | 2007 EU68  | 10 mar 2007 | Kitt Peak       | Spacewatch           | —         | MPC                           |
| 293399         | 2007 EB71  | 10 mar 2007 | Kitt Peak       | Spacewatch           | —         | MPC                           |
| 293400         | 2007 EX72  | 10 mar 2007 | Kitt Peak       | Spacewatch           | —         | MPC                           |

## 293401–293500
| Designação         | Designação | Descoberta  | Descoberta       | Descobridor(es)     | Categoria | Mais informações / Referência |
| Permanente         | Provisória | Data        | Local            | Descobridor(es)     | Categoria | Mais informações / Referência |
| ------------------ | ---------- | ----------- | ---------------- | ------------------- | --------- | ----------------------------- |
| 293401             | 2007 ED73  | 10 mar 2007 | Kitt Peak        | Spacewatch          | Maria     | MPC                           |
| 293402             | 2007 EC74  | 10 mar 2007 | Kitt Peak        | Spacewatch          | —         | MPC                           |
| 293403             | 2007 ED74  | 10 mar 2007 | Kitt Peak        | Spacewatch          | —         | MPC                           |
| 293404             | 2007 EN79  | 10 mar 2007 | Kitt Peak        | Spacewatch          | —         | MPC                           |
| 293405             | 2007 EP79  | 10 mar 2007 | Kitt Peak        | Spacewatch          | Ursula    | MPC                           |
| 293406             | 2007 EH82  | 11 mar 2007 | Anderson Mesa    | LONEOS              | —         | MPC                           |
| 293407             | 2007 ER82  | 12 mar 2007 | Kitt Peak        | Spacewatch          | —         | MPC                           |
| 293408             | 2007 EU84  | 12 mar 2007 | Catalina         | CSS                 | —         | MPC                           |
| 293409             | 2007 EJ86  | 12 mar 2007 | Kitt Peak        | Spacewatch          | —         | MPC                           |
| 293410             | 2007 EV86  | 13 mar 2007 | Catalina         | CSS                 | —         | MPC                           |
| 293411             | 2007 EE87  | 13 mar 2007 | Catalina         | CSS                 | Juno      | MPC                           |
| 293412             | 2007 ES89  | 9 mar 2007  | Palomar          | NEAT                | —         | MPC                           |
| 293413             | 2007 ET94  | 10 mar 2007 | Mount Lemmon     | Mount Lemmon Survey | —         | MPC                           |
| 293414             | 2007 EW98  | 11 mar 2007 | Kitt Peak        | Spacewatch          | —         | MPC                           |
| 293415             | 2007 EZ99  | 11 mar 2007 | Kitt Peak        | Spacewatch          | —         | MPC                           |
| 293416             | 2007 ED100 | 11 mar 2007 | Kitt Peak        | Spacewatch          | —         | MPC                           |
| 293417             | 2007 EF100 | 11 mar 2007 | Kitt Peak        | Spacewatch          | —         | MPC                           |
| 293418             | 2007 EK105 | 11 mar 2007 | Mount Lemmon     | Mount Lemmon Survey | —         | MPC                           |
| 293419             | 2007 EM110 | 11 mar 2007 | Kitt Peak        | Spacewatch          | Eos       | MPC                           |
| 293420             | 2007 EQ111 | 11 mar 2007 | Kitt Peak        | Spacewatch          | —         | MPC                           |
| 293421             | 2007 EV111 | 11 mar 2007 | Kitt Peak        | Spacewatch          | —         | MPC                           |
| 293422             | 2007 EK112 | 11 mar 2007 | Mount Lemmon     | Mount Lemmon Survey | —         | MPC                           |
| 293423             | 2007 EZ112 | 11 mar 2007 | Kitt Peak        | Spacewatch          | —         | MPC                           |
| 293424             | 2007 EX117 | 13 mar 2007 | Mount Lemmon     | Mount Lemmon Survey | —         | MPC                           |
| 293425             | 2007 EQ123 | 14 mar 2007 | Mount Lemmon     | Mount Lemmon Survey | —         | MPC                           |
| 293426             | 2007 EC128 | 9 mar 2007  | Mount Lemmon     | Mount Lemmon Survey | —         | MPC                           |
| 293427             | 2007 EU131 | 9 mar 2007  | Mount Lemmon     | Mount Lemmon Survey | —         | MPC                           |
| 293428             | 2007 EP135 | 10 mar 2007 | Mount Lemmon     | Mount Lemmon Survey | —         | MPC                           |
| 293429             | 2007 EO137 | 11 mar 2007 | Kitt Peak        | Spacewatch          | —         | MPC                           |
| 293430             | 2007 EH142 | 12 mar 2007 | Kitt Peak        | Spacewatch          | —         | MPC                           |
| 293431             | 2007 ET142 | 12 mar 2007 | Kitt Peak        | Spacewatch          | —         | MPC                           |
| 293432             | 2007 EH145 | 12 mar 2007 | Mount Lemmon     | Mount Lemmon Survey | Themis    | MPC                           |
| 293433             | 2007 EU149 | 12 mar 2007 | Mount Lemmon     | Mount Lemmon Survey | —         | MPC                           |
| 293434             | 2007 EM150 | 12 mar 2007 | Mount Lemmon     | Mount Lemmon Survey | Brangane  | MPC                           |
| 293435             | 2007 EN152 | 12 mar 2007 | Mount Lemmon     | Mount Lemmon Survey | —         | MPC                           |
| 293436             | 2007 ES152 | 12 mar 2007 | Mount Lemmon     | Mount Lemmon Survey | —         | MPC                           |
| 293437             | 2007 EB155 | 12 mar 2007 | Kitt Peak        | Spacewatch          | —         | MPC                           |
| 293438             | 2007 EU156 | 12 mar 2007 | Kitt Peak        | Spacewatch          | —         | MPC                           |
| 293439             | 2007 EL157 | 13 mar 2007 | Mount Lemmon     | Mount Lemmon Survey | —         | MPC                           |
| 293440             | 2007 EX159 | 14 mar 2007 | Mount Lemmon     | Mount Lemmon Survey | —         | MPC                           |
| 293441             | 2007 EL160 | 14 mar 2007 | Kitt Peak        | Spacewatch          | Juno      | MPC                           |
| 293442             | 2007 EN164 | 15 mar 2007 | Kitt Peak        | Spacewatch          | —         | MPC                           |
| 293443             | 2007 EX166 | 11 mar 2007 | Mount Lemmon     | Mount Lemmon Survey | Brangane  | MPC                           |
| 293444             | 2007 ES167 | 13 mar 2007 | Mount Lemmon     | Mount Lemmon Survey | —         | MPC                           |
| 293445             | 2007 EW168 | 13 mar 2007 | Kitt Peak        | Spacewatch          | —         | MPC                           |
| 293446             | 2007 EJ169 | 13 mar 2007 | Kitt Peak        | Spacewatch          | —         | MPC                           |
| 293447             | 2007 EN169 | 13 mar 2007 | Kitt Peak        | Spacewatch          | —         | MPC                           |
| 293448             | 2007 EA173 | 14 mar 2007 | Kitt Peak        | Spacewatch          | Brangane  | MPC                           |
| 293449             | 2007 EV174 | 14 mar 2007 | Kitt Peak        | Spacewatch          | —         | MPC                           |
| 293450             | 2007 EO178 | 14 mar 2007 | Kitt Peak        | Spacewatch          | —         | MPC                           |
| 293451             | 2007 ET178 | 14 mar 2007 | Kitt Peak        | Spacewatch          | —         | MPC                           |
| 293452             | 2007 EN180 | 14 mar 2007 | Mount Lemmon     | Mount Lemmon Survey | —         | MPC                           |
| 293453             | 2007 EA184 | 12 mar 2007 | Mount Lemmon     | Mount Lemmon Survey | —         | MPC                           |
| 293454             | 2007 ET184 | 13 mar 2007 | Catalina         | CSS                 | —         | MPC                           |
| 293455             | 2007 EB191 | 13 mar 2007 | Kitt Peak        | Spacewatch          | —         | MPC                           |
| 293456             | 2007 EW191 | 13 mar 2007 | Kitt Peak        | Spacewatch          | —         | MPC                           |
| 293457             | 2007 EY194 | 15 mar 2007 | Kitt Peak        | Spacewatch          | —         | MPC                           |
| 293458             | 2007 ET195 | 15 mar 2007 | Catalina         | CSS                 | Phocaea   | MPC                           |
| 293459             | 2007 ED197 | 15 mar 2007 | Kitt Peak        | Spacewatch          | —         | MPC                           |
| 293460             | 2007 ES197 | 15 mar 2007 | Kitt Peak        | Spacewatch          | —         | MPC                           |
| 293461             | 2007 EB203 | 10 mar 2007 | Kitt Peak        | Spacewatch          | —         | MPC                           |
| 293462             | 2007 ED204 | 10 mar 2007 | Mount Lemmon     | Mount Lemmon Survey | —         | MPC                           |
| 293463             | 2007 EK205 | 11 mar 2007 | Kitt Peak        | Spacewatch          | —         | MPC                           |
| 293464             | 2007 EN205 | 11 mar 2007 | Kitt Peak        | Spacewatch          | —         | MPC                           |
| 293465             | 2007 EB209 | 14 mar 2007 | Kitt Peak        | Spacewatch          | Brangane  | MPC                           |
| 293466             | 2007 ES209 | 15 mar 2007 | Mount Lemmon     | Mount Lemmon Survey | —         | MPC                           |
| 293467             | 2007 ED211 | 8 mar 2007  | Palomar          | NEAT                | —         | MPC                           |
| 293468             | 2007 EE213 | 14 mar 2007 | Siding Spring    | SSS                 | —         | MPC                           |
| 293469             | 2007 EV214 | 9 mar 2007  | Kitt Peak        | Spacewatch          | —         | MPC                           |
| 293470             | 2007 EF215 | 11 mar 2007 | Catalina         | CSS                 | —         | MPC                           |
| 293471             | 2007 EB217 | 9 mar 2007  | Mount Lemmon     | Mount Lemmon Survey | —         | MPC                           |
| 293472             | 2007 EA218 | 9 mar 2007  | Kitt Peak        | Spacewatch          | —         | MPC                           |
| 293473             | 2007 EA220 | 13 mar 2007 | Kitt Peak        | Spacewatch          | —         | MPC                           |
| 293474             | 2007 EN220 | 15 mar 2007 | Mount Lemmon     | Mount Lemmon Survey | —         | MPC                           |
| 293475             | 2007 ER220 | 11 mar 2007 | Mount Lemmon     | Mount Lemmon Survey | —         | MPC                           |
| 293476             | 2007 EF221 | 13 mar 2007 | Mount Lemmon     | Mount Lemmon Survey | —         | MPC                           |
| 293477 Teotihuacan | 2007 FY    | 16 mar 2007 | Vallemare Borbon | V. S. Casulli       | —         | MPC                           |
| 293478             | 2007 FL2   | 16 mar 2007 | Catalina         | CSS                 | —         | MPC                           |
| 293479             | 2007 FE10  | 16 mar 2007 | Kitt Peak        | Spacewatch          | —         | MPC                           |
| 293480             | 2007 FO15  | 18 mar 2007 | Kitt Peak        | Spacewatch          | —         | MPC                           |
| 293481             | 2007 FV17  | 20 mar 2007 | Socorro          | LINEAR              | —         | MPC                           |
| 293482             | 2007 FK18  | 20 mar 2007 | Anderson Mesa    | LONEOS              | —         | MPC                           |
| 293483             | 2007 FK24  | 20 mar 2007 | Kitt Peak        | Spacewatch          | —         | MPC                           |
| 293484             | 2007 FH27  | 20 mar 2007 | Mount Lemmon     | Mount Lemmon Survey | —         | MPC                           |
| 293485             | 2007 FQ27  | 20 mar 2007 | Mount Lemmon     | Mount Lemmon Survey | —         | MPC                           |
| 293486             | 2007 FA28  | 20 mar 2007 | Mount Lemmon     | Mount Lemmon Survey | —         | MPC                           |
| 293487             | 2007 FL28  | 20 mar 2007 | Mount Lemmon     | Mount Lemmon Survey | Brangane  | MPC                           |
| 293488             | 2007 FG30  | 20 mar 2007 | Mount Lemmon     | Mount Lemmon Survey | —         | MPC                           |
| 293489             | 2007 FS31  | 20 mar 2007 | Kitt Peak        | Spacewatch          | —         | MPC                           |
| 293490             | 2007 FR33  | 25 mar 2007 | Mount Lemmon     | Mount Lemmon Survey | —         | MPC                           |
| 293491             | 2007 FE37  | 26 mar 2007 | Mount Lemmon     | Mount Lemmon Survey | —         | MPC                           |
| 293492             | 2007 FP44  | 20 mar 2007 | Kitt Peak        | Spacewatch          | —         | MPC                           |
| 293493             | 2007 FG45  | 20 mar 2007 | Kitt Peak        | Spacewatch          | Maria     | MPC                           |
| 293494             | 2007 FO46  | 26 mar 2007 | Mount Lemmon     | Mount Lemmon Survey | —         | MPC                           |
| 293495             | 2007 FN49  | 16 mar 2007 | Mount Lemmon     | Mount Lemmon Survey | —         | MPC                           |
| 293496             | 2007 FE50  | 26 mar 2007 | Kitt Peak        | Spacewatch          | —         | MPC                           |
| 293497             | 2007 GQ    | 7 abr 2007  | Mount Lemmon     | Mount Lemmon Survey | —         | MPC                           |
| 293498             | 2007 GJ2   | 9 abr 2007  | Siding Spring    | SSS                 | —         | MPC                           |
| 293499 Wolinski    | 2007 GP5   | 14 abr 2007 | Nogales          | J.-C. Merlin        | —         | MPC                           |
| 293500             | 2007 GS7   | 7 abr 2007  | Catalina         | CSS                 | —         | MPC                           |

## 293501–293600
| Designação | Designação | Descoberta  | Descoberta        | Descobridor(es)       | Categoria | Mais informações / Referência |
| Permanente | Provisória | Data        | Local             | Descobridor(es)       | Categoria | Mais informações / Referência |
| ---------- | ---------- | ----------- | ----------------- | --------------------- | --------- | ----------------------------- |
| 293501     | 2007 GD9   | 8 abr 2007  | Kitt Peak         | Spacewatch            | —         | MPC                           |
| 293502     | 2007 GO10  | 11 abr 2007 | Kitt Peak         | Spacewatch            | —         | MPC                           |
| 293503     | 2007 GR10  | 11 abr 2007 | Kitt Peak         | Spacewatch            | —         | MPC                           |
| 293504     | 2007 GZ12  | 11 abr 2007 | Kitt Peak         | Spacewatch            | —         | MPC                           |
| 293505     | 2007 GR13  | 11 abr 2007 | Kitt Peak         | Spacewatch            | Ursula    | MPC                           |
| 293506     | 2007 GY15  | 11 abr 2007 | Mount Lemmon      | Mount Lemmon Survey   | —         | MPC                           |
| 293507     | 2007 GG19  | 11 abr 2007 | Kitt Peak         | Spacewatch            | —         | MPC                           |
| 293508     | 2007 GU19  | 11 abr 2007 | Kitt Peak         | Spacewatch            | —         | MPC                           |
| 293509     | 2007 GB20  | 11 abr 2007 | Kitt Peak         | Spacewatch            | —         | MPC                           |
| 293510     | 2007 GJ22  | 11 abr 2007 | Mount Lemmon      | Mount Lemmon Survey   | —         | MPC                           |
| 293511     | 2007 GQ29  | 11 abr 2007 | Siding Spring     | SSS                   | —         | MPC                           |
| 293512     | 2007 GW29  | 13 abr 2007 | Siding Spring     | SSS                   | —         | MPC                           |
| 293513     | 2007 GC30  | 14 abr 2007 | Mount Lemmon      | Mount Lemmon Survey   | —         | MPC                           |
| 293514     | 2007 GB31  | 14 abr 2007 | Mount Lemmon      | Mount Lemmon Survey   | Ursula    | MPC                           |
| 293515     | 2007 GE33  | 11 abr 2007 | Catalina          | CSS                   | —         | MPC                           |
| 293516     | 2007 GU34  | 14 abr 2007 | Kitt Peak         | Spacewatch            | —         | MPC                           |
| 293517     | 2007 GY34  | 14 abr 2007 | Kitt Peak         | Spacewatch            | —         | MPC                           |
| 293518     | 2007 GU36  | 14 abr 2007 | Kitt Peak         | Spacewatch            | —         | MPC                           |
| 293519     | 2007 GV37  | 14 abr 2007 | Kitt Peak         | Spacewatch            | —         | MPC                           |
| 293520     | 2007 GP46  | 14 abr 2007 | Kitt Peak         | Spacewatch            | —         | MPC                           |
| 293521     | 2007 GM47  | 14 abr 2007 | Mount Lemmon      | Mount Lemmon Survey   | —         | MPC                           |
| 293522     | 2007 GS48  | 14 abr 2007 | Kitt Peak         | Spacewatch            | —         | MPC                           |
| 293523     | 2007 GL52  | 14 abr 2007 | Kitt Peak         | Spacewatch            | —         | MPC                           |
| 293524     | 2007 GA53  | 14 abr 2007 | Kitt Peak         | Spacewatch            | —         | MPC                           |
| 293525     | 2007 GG53  | 14 abr 2007 | Mount Lemmon      | Mount Lemmon Survey   | —         | MPC                           |
| 293526     | 2007 GX54  | 15 abr 2007 | Kitt Peak         | Spacewatch            | —         | MPC                           |
| 293527     | 2007 GN60  | 15 abr 2007 | Kitt Peak         | Spacewatch            | —         | MPC                           |
| 293528     | 2007 GW60  | 15 abr 2007 | Kitt Peak         | Spacewatch            | —         | MPC                           |
| 293529     | 2007 GB62  | 15 abr 2007 | Kitt Peak         | Spacewatch            | —         | MPC                           |
| 293530     | 2007 GK62  | 15 abr 2007 | Catalina          | CSS                   | —         | MPC                           |
| 293531     | 2007 GR62  | 15 abr 2007 | Catalina          | CSS                   | —         | MPC                           |
| 293532     | 2007 GW64  | 15 abr 2007 | Kitt Peak         | Spacewatch            | —         | MPC                           |
| 293533     | 2007 GX65  | 15 abr 2007 | Catalina          | CSS                   | —         | MPC                           |
| 293534     | 2007 GG68  | 14 abr 2007 | Kitt Peak         | Spacewatch            | —         | MPC                           |
| 293535     | 2007 GK71  | 14 abr 2007 | Kitt Peak         | Spacewatch            | —         | MPC                           |
| 293536     | 2007 HL    | 16 abr 2007 | Altschwendt       | W. Ries               | —         | MPC                           |
| 293537     | 2007 HR1   | 16 abr 2007 | Catalina          | CSS                   | —         | MPC                           |
| 293538     | 2007 HS3   | 17 abr 2007 | Catalina          | CSS                   | —         | MPC                           |
| 293539     | 2007 HD6   | 16 abr 2007 | Mount Lemmon      | Mount Lemmon Survey   | —         | MPC                           |
| 293540     | 2007 HQ6   | 16 abr 2007 | Mount Lemmon      | Mount Lemmon Survey   | —         | MPC                           |
| 293541     | 2007 HS7   | 16 abr 2007 | Purple Mountain   | PMO NEO               | —         | MPC                           |
| 293542     | 2007 HR8   | 18 abr 2007 | Mount Lemmon      | Mount Lemmon Survey   | —         | MPC                           |
| 293543     | 2007 HT12  | 16 abr 2007 | Catalina          | CSS                   | —         | MPC                           |
| 293544     | 2007 HN14  | 19 abr 2007 | Kitt Peak         | Spacewatch            | —         | MPC                           |
| 293545     | 2007 HK18  | 16 abr 2007 | Mount Lemmon      | Mount Lemmon Survey   | Mitidika  | MPC                           |
| 293546     | 2007 HX20  | 18 abr 2007 | Kitt Peak         | Spacewatch            | —         | MPC                           |
| 293547     | 2007 HB25  | 18 abr 2007 | Kitt Peak         | Spacewatch            | —         | MPC                           |
| 293548     | 2007 HB27  | 18 abr 2007 | Kitt Peak         | Spacewatch            | —         | MPC                           |
| 293549     | 2007 HL27  | 18 abr 2007 | Kitt Peak         | Spacewatch            | —         | MPC                           |
| 293550     | 2007 HE28  | 18 abr 2007 | Mount Lemmon      | Mount Lemmon Survey   | —         | MPC                           |
| 293551     | 2007 HH28  | 18 abr 2007 | Mount Lemmon      | Mount Lemmon Survey   | —         | MPC                           |
| 293552     | 2007 HD31  | 19 abr 2007 | Mount Lemmon      | Mount Lemmon Survey   | Brangane  | MPC                           |
| 293553     | 2007 HJ36  | 19 abr 2007 | Kitt Peak         | Spacewatch            | —         | MPC                           |
| 293554     | 2007 HT36  | 19 abr 2007 | Kitt Peak         | Spacewatch            | —         | MPC                           |
| 293555     | 2007 HT37  | 20 abr 2007 | Kitt Peak         | Spacewatch            | —         | MPC                           |
| 293556     | 2007 HV37  | 20 abr 2007 | Kitt Peak         | Spacewatch            | Ursula    | MPC                           |
| 293557     | 2007 HS38  | 20 abr 2007 | Mount Lemmon      | Mount Lemmon Survey   | —         | MPC                           |
| 293558     | 2007 HC45  | 18 abr 2007 | Catalina          | CSS                   | —         | MPC                           |
| 293559     | 2007 HE46  | 19 abr 2007 | Lulin Observatory | LUSS                  | —         | MPC                           |
| 293560     | 2007 HG48  | 20 abr 2007 | Kitt Peak         | Spacewatch            | —         | MPC                           |
| 293561     | 2007 HK49  | 20 abr 2007 | Kitt Peak         | Spacewatch            | —         | MPC                           |
| 293562     | 2007 HD51  | 20 abr 2007 | Kitt Peak         | Spacewatch            | —         | MPC                           |
| 293563     | 2007 HE52  | 20 abr 2007 | Kitt Peak         | Spacewatch            | —         | MPC                           |
| 293564     | 2007 HL53  | 20 abr 2007 | Kitt Peak         | Spacewatch            | —         | MPC                           |
| 293565     | 2007 HD55  | 22 abr 2007 | Kitt Peak         | Spacewatch            | —         | MPC                           |
| 293566     | 2007 HN57  | 22 abr 2007 | Mount Lemmon      | Mount Lemmon Survey   | —         | MPC                           |
| 293567     | 2007 HE58  | 23 abr 2007 | Catalina          | CSS                   | —         | MPC                           |
| 293568     | 2007 HE64  | 22 abr 2007 | Mount Lemmon      | Mount Lemmon Survey   | —         | MPC                           |
| 293569     | 2007 HE72  | 22 abr 2007 | Kitt Peak         | Spacewatch            | Mitidika  | MPC                           |
| 293570     | 2007 HA73  | 22 abr 2007 | Kitt Peak         | Spacewatch            | —         | MPC                           |
| 293571     | 2007 HH73  | 22 abr 2007 | Kitt Peak         | Spacewatch            | Ursula    | MPC                           |
| 293572     | 2007 HP74  | 22 abr 2007 | Kitt Peak         | Spacewatch            | Brangane  | MPC                           |
| 293573     | 2007 HB80  | 24 abr 2007 | Kitt Peak         | Spacewatch            | —         | MPC                           |
| 293574     | 2007 HS81  | 25 abr 2007 | Mount Lemmon      | Mount Lemmon Survey   | —         | MPC                           |
| 293575     | 2007 HY81  | 25 abr 2007 | Kitt Peak         | Spacewatch            | —         | MPC                           |
| 293576     | 2007 HT82  | 22 abr 2007 | Kitt Peak         | Spacewatch            | —         | MPC                           |
| 293577     | 2007 HW82  | 24 abr 2007 | Kitt Peak         | Spacewatch            | —         | MPC                           |
| 293578     | 2007 HO83  | 23 abr 2007 | Kitt Peak         | Spacewatch            | —         | MPC                           |
| 293579     | 2007 HM89  | 23 abr 2007 | Catalina          | CSS                   | —         | MPC                           |
| 293580     | 2007 JA1   | 7 mai 2007  | Kitt Peak         | Spacewatch            | —         | MPC                           |
| 293581     | 2007 JF1   | 7 mai 2007  | Kitt Peak         | Spacewatch            | —         | MPC                           |
| 293582     | 2007 JD2   | 7 mai 2007  | Mount Lemmon      | Mount Lemmon Survey   | —         | MPC                           |
| 293583     | 2007 JM2   | 7 mai 2007  | Purple Mountain   | PMO NEO               | —         | MPC                           |
| 293584     | 2007 JV2   | 9 mai 2007  | Eskridge          | G. Hug                | —         | MPC                           |
| 293585     | 2007 JB3   | 6 mai 2007  | Kitt Peak         | Spacewatch            | —         | MPC                           |
| 293586     | 2007 JA9   | 9 mai 2007  | Mount Lemmon      | Mount Lemmon Survey   | —         | MPC                           |
| 293587     | 2007 JR9   | 10 mai 2007 | Mayhill           | A. Lowe               | —         | MPC                           |
| 293588     | 2007 JO11  | 7 mai 2007  | Kitt Peak         | Spacewatch            | —         | MPC                           |
| 293589     | 2007 JM16  | 11 mai 2007 | Tiki              | S. F. Hönig, N. Teamo | —         | MPC                           |
| 293590     | 2007 JA19  | 9 mai 2007  | Kitt Peak         | Spacewatch            | —         | MPC                           |
| 293591     | 2007 JY25  | 9 mai 2007  | Kitt Peak         | Spacewatch            | —         | MPC                           |
| 293592     | 2007 JE29  | 10 mai 2007 | Mount Lemmon      | Mount Lemmon Survey   | —         | MPC                           |
| 293593     | 2007 JR29  | 11 mai 2007 | Kitt Peak         | Spacewatch            | —         | MPC                           |
| 293594     | 2007 JO30  | 11 mai 2007 | Mount Lemmon      | Mount Lemmon Survey   | —         | MPC                           |
| 293595     | 2007 JS30  | 11 mai 2007 | Mount Lemmon      | Mount Lemmon Survey   | —         | MPC                           |
| 293596     | 2007 JG36  | 10 mai 2007 | Mount Lemmon      | Mount Lemmon Survey   | —         | MPC                           |
| 293597     | 2007 JY36  | 9 mai 2007  | Catalina          | CSS                   | —         | MPC                           |
| 293598     | 2007 JE37  | 10 mai 2007 | Kitt Peak         | Spacewatch            | —         | MPC                           |
| 293599     | 2007 JT38  | 13 mai 2007 | Mount Lemmon      | Mount Lemmon Survey   | —         | MPC                           |
| 293600     | 2007 JV40  | 13 mai 2007 | Kitt Peak         | Spacewatch            | —         | MPC                           |

## 293601–293700
| Designação | Designação | Descoberta  | Descoberta        | Descobridor(es)       | Categoria | Mais informações / Referência |
| Permanente | Provisória | Data        | Local             | Descobridor(es)       | Categoria | Mais informações / Referência |
| ---------- | ---------- | ----------- | ----------------- | --------------------- | --------- | ----------------------------- |
| 293601     | 2007 JX40  | 13 mai 2007 | Kitt Peak         | Spacewatch            | —         | MPC                           |
| 293602     | 2007 JM43  | 13 mai 2007 | Črni Vrh          | Črni Vrh              | —         | MPC                           |
| 293603     | 2007 JP43  | 9 mai 2007  | Mount Lemmon      | Mount Lemmon Survey   | —         | MPC                           |
| 293604     | 2007 JX43  | 6 mai 2007  | Purple Mountain   | PMO NEO               | —         | MPC                           |
| 293605     | 2007 KB    | 16 mai 2007 | Wrightwood        | J. W. Young           | —         | MPC                           |
| 293606     | 2007 KL    | 16 mai 2007 | Kitt Peak         | Spacewatch            | —         | MPC                           |
| 293607     | 2007 KT2   | 21 mai 2007 | Tiki              | S. F. Hönig, N. Teamo | —         | MPC                           |
| 293608     | 2007 KZ6   | 23 mai 2007 | Reedy Creek       | J. Broughton          | —         | MPC                           |
| 293609     | 2007 KF8   | 17 mai 2007 | Catalina          | CSS                   | —         | MPC                           |
| 293610     | 2007 LO2   | 8 jun 2007  | Kitt Peak         | Spacewatch            | —         | MPC                           |
| 293611     | 2007 LB4   | 8 jun 2007  | Kitt Peak         | Spacewatch            | —         | MPC                           |
| 293612     | 2007 LS7   | 8 jun 2007  | Kitt Peak         | Spacewatch            | —         | MPC                           |
| 293613     | 2007 LQ8   | 9 jun 2007  | Kitt Peak         | Spacewatch            | —         | MPC                           |
| 293614     | 2007 LS16  | 10 jun 2007 | Kitt Peak         | Spacewatch            | —         | MPC                           |
| 293615     | 2007 LF17  | 10 jun 2007 | Kitt Peak         | Spacewatch            | —         | MPC                           |
| 293616     | 2007 LT24  | 14 jun 2007 | Kitt Peak         | Spacewatch            | —         | MPC                           |
| 293617     | 2007 LK33  | 5 jun 2007  | Catalina          | CSS                   | —         | MPC                           |
| 293618     | 2007 LQ33  | 12 jun 2007 | Catalina          | CSS                   | —         | MPC                           |
| 293619     | 2007 LW36  | 12 jun 2007 | Kitt Peak         | Spacewatch            | —         | MPC                           |
| 293620     | 2007 LP37  | 15 jun 2007 | Kitt Peak         | Spacewatch            | —         | MPC                           |
| 293621     | 2007 MA    | 16 jun 2007 | Tiki              | S. F. Hönig, N. Teamo | —         | MPC                           |
| 293622     | 2007 MB    | 16 jun 2007 | Tiki              | S. F. Hönig, N. Teamo | —         | MPC                           |
| 293623     | 2007 MD2   | 16 jun 2007 | Kitt Peak         | Spacewatch            | —         | MPC                           |
| 293624     | 2007 MY2   | 16 jun 2007 | Kitt Peak         | Spacewatch            | —         | MPC                           |
| 293625     | 2007 MD4   | 17 jun 2007 | Eskridge          | G. Hug                | —         | MPC                           |
| 293626     | 2007 MG13  | 22 jun 2007 | Anderson Mesa     | LONEOS                | —         | MPC                           |
| 293627     | 2007 MN19  | 21 jun 2007 | Mount Lemmon      | Mount Lemmon Survey   | —         | MPC                           |
| 293628     | 2007 NE1   | 9 jul 2007  | Reedy Creek       | J. Broughton          | —         | MPC                           |
| 293629     | 2007 NW2   | 14 jul 2007 | Dauban            | Chante-Perdrix Obs.   | —         | MPC                           |
| 293630     | 2007 NR3   | 10 jul 2007 | Reedy Creek       | J. Broughton          | —         | MPC                           |
| 293631     | 2007 NP5   | 15 jul 2007 | Tiki              | S. F. Hönig, N. Teamo | —         | MPC                           |
| 293632     | 2007 OR2   | 20 jul 2007 | Tiki              | S. F. Hönig, N. Teamo | —         | MPC                           |
| 293633     | 2007 OT3   | 20 jul 2007 | La Sagra          | Mallorca Obs.         | —         | MPC                           |
| 293634     | 2007 OS4   | 21 jul 2007 | Lulin             | LUSS                  | —         | MPC                           |
| 293635     | 2007 OG5   | 22 jul 2007 | Dauban            | Chante-Perdrix Obs.   | —         | MPC                           |
| 293636     | 2007 OP6   | 21 jul 2007 | Reedy Creek       | J. Broughton          | —         | MPC                           |
| 293637     | 2007 OQ6   | 21 jul 2007 | Reedy Creek       | J. Broughton          | —         | MPC                           |
| 293638     | 2007 OR7   | 26 jul 2007 | Sandlot           | G. Hug                | Mitidika  | MPC                           |
| 293639     | 2007 OU7   | 25 jul 2007 | Reedy Creek       | J. Broughton          | —         | MPC                           |
| 293640     | 2007 OX7   | 27 jul 2007 | Dauban            | Chante-Perdrix Obs.   | —         | MPC                           |
| 293641     | 2007 ON9   | 23 jul 2007 | Črni Vrh          | Črni Vrh              | —         | MPC                           |
| 293642     | 2007 OS9   | 24 jul 2007 | Tiki              | N. Teamo              | —         | MPC                           |
| 293643     | 2007 OS10  | 18 jul 2007 | Mount Lemmon      | Mount Lemmon Survey   | —         | MPC                           |
| 293644     | 2007 OY10  | 19 jul 2007 | Mount Lemmon      | Mount Lemmon Survey   | —         | MPC                           |
| 293645     | 2007 PE    | 4 ago 2007  | Pla D'Arguines    | R. Ferrando           | —         | MPC                           |
| 293646     | 2007 PK    | 5 ago 2007  | Dauban            | Chante-Perdrix Obs.   | —         | MPC                           |
| 293647     | 2007 PU2   | 7 ago 2007  | Reedy Creek       | J. Broughton          | —         | MPC                           |
| 293648     | 2007 PX2   | 7 ago 2007  | Reedy Creek       | J. Broughton          | —         | MPC                           |
| 293649     | 2007 PJ3   | 6 ago 2007  | Siding Spring     | SSS                   | —         | MPC                           |
| 293650     | 2007 PV6   | 9 ago 2007  | Socorro           | LINEAR                | —         | MPC                           |
| 293651     | 2007 PB7   | 5 ago 2007  | Socorro           | LINEAR                | —         | MPC                           |
| 293652     | 2007 PK9   | 12 ago 2007 | Pla D'Arguines    | R. Ferrando           | —         | MPC                           |
| 293653     | 2007 PL11  | 9 ago 2007  | Kitt Peak         | Spacewatch            | —         | MPC                           |
| 293654     | 2007 PS11  | 12 ago 2007 | Purple Mountain   | PMO NEO               | —         | MPC                           |
| 293655     | 2007 PP12  | 8 ago 2007  | Socorro           | LINEAR                | —         | MPC                           |
| 293656     | 2007 PN13  | 8 ago 2007  | Socorro           | LINEAR                | —         | MPC                           |
| 293657     | 2007 PD14  | 8 ago 2007  | Socorro           | LINEAR                | —         | MPC                           |
| 293658     | 2007 PZ14  | 8 ago 2007  | Socorro           | LINEAR                | —         | MPC                           |
| 293659     | 2007 PC15  | 8 ago 2007  | Socorro           | LINEAR                | —         | MPC                           |
| 293660     | 2007 PD15  | 8 ago 2007  | Socorro           | LINEAR                | —         | MPC                           |
| 293661     | 2007 PT15  | 8 ago 2007  | Socorro           | LINEAR                | —         | MPC                           |
| 293662     | 2007 PW16  | 8 ago 2007  | Socorro           | LINEAR                | —         | MPC                           |
| 293663     | 2007 PA18  | 9 ago 2007  | Socorro           | LINEAR                | —         | MPC                           |
| 293664     | 2007 PL18  | 9 ago 2007  | Socorro           | LINEAR                | —         | MPC                           |
| 293665     | 2007 PV18  | 9 ago 2007  | Socorro           | LINEAR                | —         | MPC                           |
| 293666     | 2007 PA19  | 9 ago 2007  | Socorro           | LINEAR                | —         | MPC                           |
| 293667     | 2007 PD19  | 9 ago 2007  | Socorro           | LINEAR                | —         | MPC                           |
| 293668     | 2007 PW19  | 9 ago 2007  | Kitt Peak         | Spacewatch            | —         | MPC                           |
| 293669     | 2007 PK22  | 10 ago 2007 | Kitt Peak         | Spacewatch            | —         | MPC                           |
| 293670     | 2007 PV22  | 11 ago 2007 | Socorro           | LINEAR                | —         | MPC                           |
| 293671     | 2007 PX22  | 11 ago 2007 | Socorro           | LINEAR                | —         | MPC                           |
| 293672     | 2007 PA23  | 11 ago 2007 | Socorro           | LINEAR                | —         | MPC                           |
| 293673     | 2007 PH24  | 12 ago 2007 | Socorro           | LINEAR                | —         | MPC                           |
| 293674     | 2007 PC25  | 9 ago 2007  | Reedy Creek       | J. Broughton          | —         | MPC                           |
| 293675     | 2007 PY25  | 8 ago 2007  | Socorro           | LINEAR                | —         | MPC                           |
| 293676     | 2007 PC26  | 10 ago 2007 | Kitt Peak         | Spacewatch            | —         | MPC                           |
| 293677     | 2007 PX26  | 7 ago 2007  | Palomar           | Palomar Obs.          | —         | MPC                           |
| 293678     | 2007 PH27  | 10 ago 2007 | Tiki              | S. F. Hönig, N. Teamo | —         | MPC                           |
| 293679     | 2007 PO28  | 14 ago 2007 | Altschwendt       | W. Ries               | —         | MPC                           |
| 293680     | 2007 PY30  | 5 ago 2007  | Socorro           | LINEAR                | —         | MPC                           |
| 293681     | 2007 PX31  | 8 ago 2007  | Socorro           | LINEAR                | —         | MPC                           |
| 293682     | 2007 PH33  | 10 ago 2007 | Kitt Peak         | Spacewatch            | —         | MPC                           |
| 293683     | 2007 PS33  | 12 ago 2007 | Socorro           | LINEAR                | —         | MPC                           |
| 293684     | 2007 PU33  | 12 ago 2007 | Socorro           | LINEAR                | —         | MPC                           |
| 293685     | 2007 PW33  | 10 ago 2007 | Kitt Peak         | Spacewatch            | —         | MPC                           |
| 293686     | 2007 PA34  | 12 ago 2007 | Socorro           | LINEAR                | —         | MPC                           |
| 293687     | 2007 PB34  | 12 ago 2007 | Socorro           | LINEAR                | —         | MPC                           |
| 293688     | 2007 PS34  | 9 ago 2007  | Socorro           | LINEAR                | —         | MPC                           |
| 293689     | 2007 PX34  | 9 ago 2007  | Kitt Peak         | Spacewatch            | —         | MPC                           |
| 293690     | 2007 PB35  | 9 ago 2007  | Socorro           | LINEAR                | —         | MPC                           |
| 293691     | 2007 PG35  | 9 ago 2007  | Socorro           | LINEAR                | —         | MPC                           |
| 293692     | 2007 PB36  | 12 ago 2007 | Purple Mountain   | PMO NEO               | —         | MPC                           |
| 293693     | 2007 PW37  | 13 ago 2007 | Socorro           | LINEAR                | —         | MPC                           |
| 293694     | 2007 PY38  | 12 ago 2007 | Bergisch Gladbach | W. Bickel             | —         | MPC                           |
| 293695     | 2007 PB39  | 14 ago 2007 | Bergisch Gladbac  | W. Bickel             | —         | MPC                           |
| 293696     | 2007 PF39  | 15 ago 2007 | La Sagra          | Mallorca Obs.         | —         | MPC                           |
| 293697     | 2007 PJ40  | 13 ago 2007 | Socorro           | LINEAR                | —         | MPC                           |
| 293698     | 2007 PK40  | 13 ago 2007 | Socorro           | LINEAR                | —         | MPC                           |
| 293699     | 2007 PN42  | 14 ago 2007 | La Sagra          | Mallorca Obs.         | —         | MPC                           |
| 293700     | 2007 PP42  | 6 ago 2007  | Socorro           | LINEAR                | —         | MPC                           |

## 293701–293800
| Designação              | Designação | Descoberta  | Descoberta       | Descobridor(es)       | Categoria | Mais informações / Referência |
| Permanente              | Provisória | Data        | Local            | Descobridor(es)       | Categoria | Mais informações / Referência |
| ----------------------- | ---------- | ----------- | ---------------- | --------------------- | --------- | ----------------------------- |
| 293701                  | 2007 PK43  | 10 ago 2007 | Kitt Peak        | Spacewatch            | —         | MPC                           |
| 293702                  | 2007 PM45  | 11 ago 2007 | Siding Spring    | SSS                   | —         | MPC                           |
| 293703                  | 2007 PL49  | 9 ago 2007  | Socorro          | LINEAR                | —         | MPC                           |
| 293704                  | 2007 QG    | 16 ago 2007 | Bisei SG Center  | BATTeRS               | —         | MPC                           |
| 293705                  | 2007 QK    | 16 ago 2007 | Great Shefford   | P. Birtwhistle        | —         | MPC                           |
| 293706                  | 2007 QK1   | 19 ago 2007 | Bisei SG Center  | BATTeRS               | —         | MPC                           |
| 293707 Govoradloanatoly | 2007 QT1   | 16 ago 2007 | Andrushivka      | Andrushivka Obs.      | —         | MPC                           |
| 293708                  | 2007 QW5   | 21 ago 2007 | Anderson Mesa    | LONEOS                | —         | MPC                           |
| 293709                  | 2007 QG7   | 21 ago 2007 | Anderson Mesa    | LONEOS                | —         | MPC                           |
| 293710                  | 2007 QG9   | 22 ago 2007 | Socorro          | LINEAR                | —         | MPC                           |
| 293711                  | 2007 QK9   | 22 ago 2007 | Socorro          | LINEAR                | —         | MPC                           |
| 293712                  | 2007 QM9   | 22 ago 2007 | Socorro          | LINEAR                | —         | MPC                           |
| 293713                  | 2007 QH14  | 16 ago 2007 | Purple Mountain  | PMO NEO               | —         | MPC                           |
| 293714                  | 2007 QZ15  | 21 ago 2007 | Anderson Mesa    | LONEOS                | —         | MPC                           |
| 293715                  | 2007 QN16  | 16 ago 2007 | Purple Mountain  | PMO NEO               | —         | MPC                           |
| 293716                  | 2007 QD17  | 22 ago 2007 | Socorro          | LINEAR                | —         | MPC                           |
| 293717                  | 2007 QR17  | 24 ago 2007 | Kitt Peak        | Spacewatch            | —         | MPC                           |
| 293718                  | 2007 RP    | 1 set 2007  | Siding Spring    | K. Sárneczky, L. Kiss | —         | MPC                           |
| 293719                  | 2007 RQ    | 1 set 2007  | Siding Spring    | K. Sárneczky, L. Kiss | —         | MPC                           |
| 293720                  | 2007 RX1   | 1 set 2007  | Siding Spring    | K. Sárneczky, L. Kiss | —         | MPC                           |
| 293721                  | 2007 RT4   | 3 set 2007  | Catalina         | CSS                   | —         | MPC                           |
| 293722                  | 2007 RN5   | 3 set 2007  | La Sagra         | Mallorca Obs.         | Mitidika  | MPC                           |
| 293723                  | 2007 RT13  | 11 set 2007 | Eskridge         | G. Hug                | —         | MPC                           |
| 293724                  | 2007 RJ15  | 12 set 2007 | CBA-NOVAC        | D. R. Skillman        | —         | MPC                           |
| 293725                  | 2007 RS16  | 12 set 2007 | Goodricke-Pigott | R. A. Tucker          | —         | MPC                           |
| 293726                  | 2007 RQ17  | 13 set 2007 | Mount Lemmon     | Mount Lemmon Survey   | —         | MPC                           |
| 293727                  | 2007 RZ17  | 12 set 2007 | Bisei SG Center  | BATTeRS               | —         | MPC                           |
| 293728                  | 2007 RT20  | 3 set 2007  | Catalina         | CSS                   | —         | MPC                           |
| 293729                  | 2007 RU22  | 3 set 2007  | Catalina         | CSS                   | —         | MPC                           |
| 293730                  | 2007 RV26  | 4 set 2007  | Mount Lemmon     | Mount Lemmon Survey   | —         | MPC                           |
| 293731                  | 2007 RJ27  | 4 set 2007  | Mount Lemmon     | Mount Lemmon Survey   | —         | MPC                           |
| 293732                  | 2007 RL28  | 4 set 2007  | Catalina         | CSS                   | —         | MPC                           |
| 293733                  | 2007 RY29  | 5 set 2007  | Mount Lemmon     | Mount Lemmon Survey   | Phocaea   | MPC                           |
| 293734                  | 2007 RR30  | 5 set 2007  | Catalina         | CSS                   | —         | MPC                           |
| 293735                  | 2007 RB32  | 5 set 2007  | Catalina         | CSS                   | —         | MPC                           |
| 293736                  | 2007 RY33  | 5 set 2007  | Mount Lemmon     | Mount Lemmon Survey   | —         | MPC                           |
| 293737                  | 2007 RV36  | 8 set 2007  | Anderson Mesa    | LONEOS                | —         | MPC                           |
| 293738                  | 2007 RB37  | 8 set 2007  | Anderson Mesa    | LONEOS                | —         | MPC                           |
| 293739                  | 2007 RE37  | 8 set 2007  | Anderson Mesa    | LONEOS                | —         | MPC                           |
| 293740                  | 2007 RQ38  | 8 set 2007  | Anderson Mesa    | LONEOS                | —         | MPC                           |
| 293741                  | 2007 RE40  | 9 set 2007  | Kitt Peak        | Spacewatch            | —         | MPC                           |
| 293742                  | 2007 RB44  | 9 set 2007  | Kitt Peak        | Spacewatch            | —         | MPC                           |
| 293743                  | 2007 RL45  | 9 set 2007  | Kitt Peak        | Spacewatch            | —         | MPC                           |
| 293744                  | 2007 RP45  | 9 set 2007  | Kitt Peak        | Spacewatch            | —         | MPC                           |
| 293745                  | 2007 RM46  | 9 set 2007  | Kitt Peak        | Spacewatch            | —         | MPC                           |
| 293746                  | 2007 RQ49  | 9 set 2007  | Mount Lemmon     | Mount Lemmon Survey   | —         | MPC                           |
| 293747                  | 2007 RF52  | 9 set 2007  | Kitt Peak        | Spacewatch            | —         | MPC                           |
| 293748                  | 2007 RO54  | 9 set 2007  | Kitt Peak        | Spacewatch            | —         | MPC                           |
| 293749                  | 2007 RE56  | 9 set 2007  | Kitt Peak        | Spacewatch            | —         | MPC                           |
| 293750                  | 2007 RS57  | 9 set 2007  | Mount Lemmon     | Mount Lemmon Survey   | —         | MPC                           |
| 293751                  | 2007 RK58  | 9 set 2007  | Mount Lemmon     | Mount Lemmon Survey   | —         | MPC                           |
| 293752                  | 2007 RJ69  | 10 set 2007 | Kitt Peak        | Spacewatch            | —         | MPC                           |
| 293753                  | 2007 RA81  | 10 set 2007 | Catalina         | CSS                   | —         | MPC                           |
| 293754                  | 2007 RR83  | 10 set 2007 | Mount Lemmon     | Mount Lemmon Survey   | —         | MPC                           |
| 293755                  | 2007 RU83  | 10 set 2007 | Mount Lemmon     | Mount Lemmon Survey   | —         | MPC                           |
| 293756                  | 2007 RN85  | 10 set 2007 | Mount Lemmon     | Mount Lemmon Survey   | —         | MPC                           |
| 293757                  | 2007 RS88  | 10 set 2007 | Mount Lemmon     | Mount Lemmon Survey   | Mitidika  | MPC                           |
| 293758                  | 2007 RY89  | 10 set 2007 | Mount Lemmon     | Mount Lemmon Survey   | —         | MPC                           |
| 293759                  | 2007 RX90  | 10 set 2007 | Mount Lemmon     | Mount Lemmon Survey   | —         | MPC                           |
| 293760                  | 2007 RJ91  | 10 set 2007 | Mount Lemmon     | Mount Lemmon Survey   | —         | MPC                           |
| 293761                  | 2007 RX91  | 10 set 2007 | Mount Lemmon     | Mount Lemmon Survey   | —         | MPC                           |
| 293762                  | 2007 RP92  | 10 set 2007 | Mount Lemmon     | Mount Lemmon Survey   | —         | MPC                           |
| 293763                  | 2007 RE95  | 10 set 2007 | Kitt Peak        | Spacewatch            | —         | MPC                           |
| 293764                  | 2007 RP95  | 10 set 2007 | Kitt Peak        | Spacewatch            | —         | MPC                           |
| 293765                  | 2007 RT95  | 10 set 2007 | Kitt Peak        | Spacewatch            | —         | MPC                           |
| 293766                  | 2007 RC96  | 10 set 2007 | Kitt Peak        | Spacewatch            | Mitidika  | MPC                           |
| 293767                  | 2007 RG96  | 10 set 2007 | Kitt Peak        | Spacewatch            | —         | MPC                           |
| 293768                  | 2007 RH97  | 10 set 2007 | Kitt Peak        | Spacewatch            | —         | MPC                           |
| 293769                  | 2007 RG98  | 10 set 2007 | Kitt Peak        | Spacewatch            | —         | MPC                           |
| 293770                  | 2007 RC103 | 11 set 2007 | Catalina         | CSS                   | —         | MPC                           |
| 293771                  | 2007 RO103 | 11 set 2007 | Catalina         | CSS                   | —         | MPC                           |
| 293772                  | 2007 RX103 | 11 set 2007 | Catalina         | CSS                   | —         | MPC                           |
| 293773                  | 2007 RN104 | 11 set 2007 | Mount Lemmon     | Mount Lemmon Survey   | —         | MPC                           |
| 293774                  | 2007 RB110 | 11 set 2007 | Mount Lemmon     | Mount Lemmon Survey   | —         | MPC                           |
| 293775                  | 2007 RX111 | 11 set 2007 | Kitt Peak        | Spacewatch            | —         | MPC                           |
| 293776                  | 2007 RJ116 | 11 set 2007 | Kitt Peak        | Spacewatch            | —         | MPC                           |
| 293777                  | 2007 RR117 | 11 set 2007 | Kitt Peak        | Spacewatch            | —         | MPC                           |
| 293778                  | 2007 RA118 | 11 set 2007 | Kitt Peak        | Spacewatch            | Phocaea   | MPC                           |
| 293779                  | 2007 RU119 | 11 set 2007 | Purple Mountain  | PMO NEO               | Eos       | MPC                           |
| 293780                  | 2007 RQ123 | 12 set 2007 | Mount Lemmon     | Mount Lemmon Survey   | —         | MPC                           |
| 293781                  | 2007 RA124 | 12 set 2007 | Catalina         | CSS                   | —         | MPC                           |
| 293782                  | 2007 RY125 | 12 set 2007 | Mount Lemmon     | Mount Lemmon Survey   | —         | MPC                           |
| 293783                  | 2007 RA126 | 12 set 2007 | Catalina         | CSS                   | —         | MPC                           |
| 293784                  | 2007 RY126 | 12 set 2007 | Mount Lemmon     | Mount Lemmon Survey   | —         | MPC                           |
| 293785                  | 2007 RF130 | 12 set 2007 | Mount Lemmon     | Mount Lemmon Survey   | —         | MPC                           |
| 293786                  | 2007 RZ131 | 12 set 2007 | Mount Lemmon     | Mount Lemmon Survey   | —         | MPC                           |
| 293787                  | 2007 RB134 | 11 set 2007 | Purple Mountain  | PMO NEO               | —         | MPC                           |
| 293788                  | 2007 RN134 | 12 set 2007 | Catalina         | CSS                   | —         | MPC                           |
| 293789                  | 2007 RK136 | 14 set 2007 | Mount Lemmon     | Mount Lemmon Survey   | —         | MPC                           |
| 293790                  | 2007 RM137 | 14 set 2007 | Mount Lemmon     | Mount Lemmon Survey   | Mitidika  | MPC                           |
| 293791                  | 2007 RJ139 | 7 set 2007  | Socorro          | LINEAR                | —         | MPC                           |
| 293792                  | 2007 RS139 | 13 set 2007 | Socorro          | LINEAR                | —         | MPC                           |
| 293793                  | 2007 RA140 | 13 set 2007 | Socorro          | LINEAR                | —         | MPC                           |
| 293794                  | 2007 RO140 | 13 set 2007 | Socorro          | LINEAR                | —         | MPC                           |
| 293795                  | 2007 RH141 | 13 set 2007 | Socorro          | LINEAR                | —         | MPC                           |
| 293796                  | 2007 RY141 | 13 set 2007 | Socorro          | LINEAR                | Eos       | MPC                           |
| 293797                  | 2007 RP142 | 13 set 2007 | Socorro          | LINEAR                | —         | MPC                           |
| 293798                  | 2007 RY143 | 14 set 2007 | Socorro          | LINEAR                | —         | MPC                           |
| 293799                  | 2007 RL146 | 15 set 2007 | Socorro          | LINEAR                | —         | MPC                           |
| 293800                  | 2007 RY147 | 11 set 2007 | Purple Mountain  | PMO NEO               | —         | MPC                           |

## 293801–293900
| Designação       | Designação | Descoberta  | Descoberta      | Descobridor(es)     | Categoria | Mais informações / Referência |
| Permanente       | Provisória | Data        | Local           | Descobridor(es)     | Categoria | Mais informações / Referência |
| ---------------- | ---------- | ----------- | --------------- | ------------------- | --------- | ----------------------------- |
| 293801           | 2007 RG148 | 11 set 2007 | Purple Mountain | PMO NEO             | —         | MPC                           |
| 293802           | 2007 RO148 | 12 set 2007 | Catalina        | CSS                 | —         | MPC                           |
| 293803           | 2007 RU152 | 10 set 2007 | Kitt Peak       | Spacewatch          | —         | MPC                           |
| 293804           | 2007 RZ153 | 10 set 2007 | Kitt Peak       | Spacewatch          | —         | MPC                           |
| 293805           | 2007 RL154 | 10 set 2007 | Catalina        | CSS                 | —         | MPC                           |
| 293806           | 2007 RO154 | 10 set 2007 | Catalina        | CSS                 | —         | MPC                           |
| 293807           | 2007 RD159 | 12 set 2007 | Mount Lemmon    | Mount Lemmon Survey | Mitidika  | MPC                           |
| 293808           | 2007 RK161 | 13 set 2007 | Anderson Mesa   | LONEOS              | —         | MPC                           |
| 293809 Zugspitze | 2007 RD162 | 15 set 2007 | Taunus          | S. Karge, R. Kling  | —         | MPC                           |
| 293810           | 2007 RN162 | 10 set 2007 | Kitt Peak       | Spacewatch          | —         | MPC                           |
| 293811           | 2007 RU163 | 10 set 2007 | Kitt Peak       | Spacewatch          | —         | MPC                           |
| 293812           | 2007 RJ164 | 10 set 2007 | Kitt Peak       | Spacewatch          | —         | MPC                           |
| 293813           | 2007 RO166 | 10 set 2007 | Kitt Peak       | Spacewatch          | —         | MPC                           |
| 293814           | 2007 RU167 | 10 set 2007 | Kitt Peak       | Spacewatch          | —         | MPC                           |
| 293815           | 2007 RN172 | 10 set 2007 | Kitt Peak       | Spacewatch          | —         | MPC                           |
| 293816           | 2007 RJ173 | 10 set 2007 | Kitt Peak       | Spacewatch          | —         | MPC                           |
| 293817           | 2007 RR174 | 10 set 2007 | Kitt Peak       | Spacewatch          | —         | MPC                           |
| 293818           | 2007 RT179 | 10 set 2007 | Mount Lemmon    | Mount Lemmon Survey | —         | MPC                           |
| 293819           | 2007 RH180 | 11 set 2007 | Catalina        | CSS                 | —         | MPC                           |
| 293820           | 2007 RF186 | 13 set 2007 | Kitt Peak       | Spacewatch          | —         | MPC                           |
| 293821           | 2007 RD188 | 8 set 2007  | Dauban          | Chante-Perdrix Obs. | —         | MPC                           |
| 293822           | 2007 RC191 | 11 set 2007 | Kitt Peak       | Spacewatch          | —         | MPC                           |
| 293823           | 2007 RY192 | 12 set 2007 | Kitt Peak       | Spacewatch          | —         | MPC                           |
| 293824           | 2007 RH194 | 12 set 2007 | Kitt Peak       | Spacewatch          | —         | MPC                           |
| 293825           | 2007 RH202 | 13 set 2007 | Kitt Peak       | Spacewatch          | —         | MPC                           |
| 293826           | 2007 RT203 | 13 set 2007 | Kitt Peak       | Spacewatch          | Mitidika  | MPC                           |
| 293827           | 2007 RW203 | 8 set 2007  | Anderson Mesa   | LONEOS              | Phocaea   | MPC                           |
| 293828           | 2007 RB204 | 9 set 2007  | Kitt Peak       | Spacewatch          | —         | MPC                           |
| 293829           | 2007 RC204 | 9 set 2007  | Kitt Peak       | Spacewatch          | —         | MPC                           |
| 293830           | 2007 RQ204 | 9 set 2007  | Kitt Peak       | Spacewatch          | —         | MPC                           |
| 293831           | 2007 RG205 | 9 set 2007  | Kitt Peak       | Spacewatch          | —         | MPC                           |
| 293832           | 2007 RT205 | 10 set 2007 | Kitt Peak       | Spacewatch          | —         | MPC                           |
| 293833           | 2007 RW205 | 10 set 2007 | Kitt Peak       | Spacewatch          | —         | MPC                           |
| 293834           | 2007 RM206 | 10 set 2007 | Kitt Peak       | Spacewatch          | —         | MPC                           |
| 293835           | 2007 RO206 | 10 set 2007 | Kitt Peak       | Spacewatch          | —         | MPC                           |
| 293836           | 2007 RQ206 | 10 set 2007 | Kitt Peak       | Spacewatch          | —         | MPC                           |
| 293837           | 2007 RW208 | 10 set 2007 | Kitt Peak       | Spacewatch          | —         | MPC                           |
| 293838           | 2007 RV210 | 11 set 2007 | Kitt Peak       | Spacewatch          | —         | MPC                           |
| 293839           | 2007 RD212 | 11 set 2007 | Kitt Peak       | Spacewatch          | —         | MPC                           |
| 293840           | 2007 RO213 | 12 set 2007 | Mount Lemmon    | Mount Lemmon Survey | —         | MPC                           |
| 293841           | 2007 RO216 | 13 set 2007 | Catalina        | CSS                 | —         | MPC                           |
| 293842           | 2007 RT216 | 13 set 2007 | Catalina        | CSS                 | —         | MPC                           |
| 293843           | 2007 RZ216 | 13 set 2007 | Anderson Mesa   | LONEOS              | —         | MPC                           |
| 293844           | 2007 RF217 | 13 set 2007 | Mount Lemmon    | Mount Lemmon Survey | —         | MPC                           |
| 293845           | 2007 RQ225 | 10 set 2007 | Kitt Peak       | Spacewatch          | —         | MPC                           |
| 293846           | 2007 RE227 | 10 set 2007 | Kitt Peak       | Spacewatch          | —         | MPC                           |
| 293847           | 2007 RD228 | 10 set 2007 | Mount Lemmon    | Mount Lemmon Survey | Eos       | MPC                           |
| 293848           | 2007 RY228 | 11 set 2007 | Kitt Peak       | Spacewatch          | —         | MPC                           |
| 293849           | 2007 RA231 | 11 set 2007 | Kitt Peak       | Spacewatch          | —         | MPC                           |
| 293850           | 2007 RN233 | 12 set 2007 | Catalina        | CSS                 | —         | MPC                           |
| 293851           | 2007 RX234 | 12 set 2007 | Mount Lemmon    | Mount Lemmon Survey | —         | MPC                           |
| 293852           | 2007 RQ236 | 13 set 2007 | Mount Lemmon    | Mount Lemmon Survey | —         | MPC                           |
| 293853           | 2007 RU236 | 13 set 2007 | Mount Lemmon    | Mount Lemmon Survey | —         | MPC                           |
| 293854           | 2007 RU238 | 14 set 2007 | Catalina        | CSS                 | —         | MPC                           |
| 293855           | 2007 RC239 | 14 set 2007 | Anderson Mesa   | LONEOS              | —         | MPC                           |
| 293856           | 2007 RY241 | 22 set 2003 | Palomar         | NEAT                | —         | MPC                           |
| 293857           | 2007 RN242 | 15 set 2007 | Socorro         | LINEAR              | —         | MPC                           |
| 293858           | 2007 RA243 | 15 set 2007 | Socorro         | LINEAR              | —         | MPC                           |
| 293859           | 2007 RG243 | 15 set 2007 | Socorro         | LINEAR              | —         | MPC                           |
| 293860           | 2007 RD244 | 15 set 2007 | Socorro         | LINEAR              | —         | MPC                           |
| 293861           | 2007 RN244 | 11 set 2007 | Kitt Peak       | Spacewatch          | —         | MPC                           |
| 293862           | 2007 RE245 | 11 set 2007 | Kitt Peak       | Spacewatch          | —         | MPC                           |
| 293863           | 2007 RR245 | 12 set 2007 | Catalina        | CSS                 | —         | MPC                           |
| 293864           | 2007 RY246 | 12 set 2007 | Catalina        | CSS                 | —         | MPC                           |
| 293865           | 2007 RM249 | 13 set 2007 | Catalina        | CSS                 | Phocaea   | MPC                           |
| 293866           | 2007 RJ252 | 13 set 2007 | Catalina        | CSS                 | —         | MPC                           |
| 293867           | 2007 RJ253 | 13 set 2007 | Mount Lemmon    | Mount Lemmon Survey | —         | MPC                           |
| 293868           | 2007 RD259 | 14 set 2007 | Mount Lemmon    | Mount Lemmon Survey | —         | MPC                           |
| 293869           | 2007 RL260 | 14 set 2007 | Mount Lemmon    | Mount Lemmon Survey | —         | MPC                           |
| 293870           | 2007 RN260 | 14 set 2007 | Mount Lemmon    | Mount Lemmon Survey | —         | MPC                           |
| 293871           | 2007 RV262 | 15 set 2007 | Kitt Peak       | Spacewatch          | —         | MPC                           |
| 293872           | 2007 RF265 | 15 set 2007 | Mount Lemmon    | Mount Lemmon Survey | —         | MPC                           |
| 293873           | 2007 RG265 | 15 set 2007 | Mount Lemmon    | Mount Lemmon Survey | —         | MPC                           |
| 293874           | 2007 RT267 | 15 set 2007 | Kitt Peak       | Spacewatch          | —         | MPC                           |
| 293875           | 2007 RZ270 | 15 set 2007 | Kitt Peak       | Spacewatch          | —         | MPC                           |
| 293876           | 2007 RM271 | 15 set 2007 | Mount Lemmon    | Mount Lemmon Survey | —         | MPC                           |
| 293877           | 2007 RL272 | 15 set 2007 | Kitt Peak       | Spacewatch          | —         | MPC                           |
| 293878 Tapping   | 2007 RV274 | 9 set 2007  | Mauna Kea       | D. D. Balam         | —         | MPC                           |
| 293879           | 2007 RA278 | 5 set 2007  | Catalina        | CSS                 | —         | MPC                           |
| 293880           | 2007 RZ283 | 9 set 2007  | Mount Lemmon    | Mount Lemmon Survey | —         | MPC                           |
| 293881           | 2007 RH285 | 13 set 2007 | Mount Lemmon    | Mount Lemmon Survey | —         | MPC                           |
| 293882           | 2007 RP285 | 14 set 2007 | Mount Lemmon    | Mount Lemmon Survey | —         | MPC                           |
| 293883           | 2007 RS285 | 14 set 2007 | Mount Lemmon    | Mount Lemmon Survey | —         | MPC                           |
| 293884           | 2007 RT285 | 14 set 2007 | Mount Lemmon    | Mount Lemmon Survey | —         | MPC                           |
| 293885           | 2007 RV285 | 14 set 2007 | Mount Lemmon    | Mount Lemmon Survey | —         | MPC                           |
| 293886           | 2007 RR286 | 4 set 2007  | Mount Lemmon    | Mount Lemmon Survey | —         | MPC                           |
| 293887           | 2007 RH290 | 10 set 2007 | Mount Lemmon    | Mount Lemmon Survey | —         | MPC                           |
| 293888           | 2007 RR290 | 10 set 2007 | Mount Lemmon    | Mount Lemmon Survey | —         | MPC                           |
| 293889           | 2007 RR292 | 12 set 2007 | Mount Lemmon    | Mount Lemmon Survey | Themis    | MPC                           |
| 293890           | 2007 RK293 | 13 set 2007 | Mount Lemmon    | Mount Lemmon Survey | —         | MPC                           |
| 293891           | 2007 RK294 | 13 set 2007 | Mount Lemmon    | Mount Lemmon Survey | —         | MPC                           |
| 293892           | 2007 RO296 | 3 set 2007  | Catalina        | CSS                 | —         | MPC                           |
| 293893           | 2007 RO297 | 11 set 2007 | Kitt Peak       | Spacewatch          | —         | MPC                           |
| 293894           | 2007 RU297 | 3 set 2007  | Catalina        | CSS                 | —         | MPC                           |
| 293895           | 2007 RS298 | 10 set 2007 | Mount Lemmon    | Mount Lemmon Survey | —         | MPC                           |
| 293896           | 2007 RH299 | 15 set 2007 | Kitt Peak       | Spacewatch          | —         | MPC                           |
| 293897           | 2007 RZ300 | 12 set 2007 | Mount Lemmon    | Mount Lemmon Survey | —         | MPC                           |
| 293898           | 2007 RC301 | 12 set 2007 | Kitt Peak       | Spacewatch          | —         | MPC                           |
| 293899           | 2007 RR302 | 10 set 2007 | Kitt Peak       | Spacewatch          | —         | MPC                           |
| 293900           | 2007 RT302 | 12 set 2007 | Catalina        | CSS                 | —         | MPC                           |

## 293901–294000
| Designação        | Designação | Descoberta  | Descoberta      | Descobridor(es)     | Categoria | Mais informações / Referência |
| Permanente        | Provisória | Data        | Local           | Descobridor(es)     | Categoria | Mais informações / Referência |
| ----------------- | ---------- | ----------- | --------------- | ------------------- | --------- | ----------------------------- |
| 293901            | 2007 RX302 | 13 set 2007 | Mount Lemmon    | Mount Lemmon Survey | —         | MPC                           |
| 293902            | 2007 RG309 | 10 set 2007 | Kitt Peak       | Spacewatch          | —         | MPC                           |
| 293903            | 2007 RB314 | 13 set 2007 | Catalina        | CSS                 | —         | MPC                           |
| 293904            | 2007 RH314 | 14 set 2007 | Mount Lemmon    | Mount Lemmon Survey | —         | MPC                           |
| 293905            | 2007 RJ314 | 15 set 2007 | Catalina        | CSS                 | —         | MPC                           |
| 293906            | 2007 RO317 | 10 set 2007 | Mount Lemmon    | Mount Lemmon Survey | —         | MPC                           |
| 293907            | 2007 RU317 | 13 set 2007 | Catalina        | CSS                 | Juno      | MPC                           |
| 293908            | 2007 SP    | 18 set 2007 | Mayhill         | A. Lowe             | —         | MPC                           |
| 293909 Matterhorn | 2007 SS2   | 16 set 2007 | Taunus          | S. Karge, R. Kling  | —         | MPC                           |
| 293910            | 2007 SX4   | 18 set 2007 | Socorro         | LINEAR              | —         | MPC                           |
| 293911            | 2007 SK5   | 18 set 2007 | Socorro         | LINEAR              | —         | MPC                           |
| 293912            | 2007 SC6   | 21 set 2007 | Socorro         | LINEAR              | —         | MPC                           |
| 293913            | 2007 SP8   | 18 set 2007 | Kitt Peak       | Spacewatch          | Mitidika  | MPC                           |
| 293914            | 2007 SH10  | 19 set 2007 | Kitt Peak       | Spacewatch          | —         | MPC                           |
| 293915            | 2007 SK11  | 20 set 2007 | Catalina        | CSS                 | Phocaea   | MPC                           |
| 293916            | 2007 SQ13  | 19 set 2007 | Kitt Peak       | Spacewatch          | —         | MPC                           |
| 293917            | 2007 SU13  | 19 set 2007 | Kitt Peak       | Spacewatch          | —         | MPC                           |
| 293918            | 2007 SL14  | 20 set 2007 | Kitt Peak       | Spacewatch          | —         | MPC                           |
| 293919            | 2007 SP15  | 30 set 2007 | Kitt Peak       | Spacewatch          | —         | MPC                           |
| 293920            | 2007 SE16  | 30 set 2007 | Kitt Peak       | Spacewatch          | —         | MPC                           |
| 293921            | 2007 SL16  | 30 set 2007 | Kitt Peak       | Spacewatch          | —         | MPC                           |
| 293922            | 2007 SR18  | 20 set 2007 | Kitt Peak       | Spacewatch          | —         | MPC                           |
| 293923            | 2007 SR22  | 19 set 2007 | Socorro         | LINEAR              | —         | MPC                           |
| 293924            | 2007 SX22  | 21 set 2007 | Socorro         | LINEAR              | —         | MPC                           |
| 293925            | 2007 SF23  | 25 set 2007 | Mount Lemmon    | Mount Lemmon Survey | —         | MPC                           |
| 293926 Harrystine | 2007 TJ1   | 2 out 2007  | Charleston      | ARO                 | —         | MPC                           |
| 293927            | 2007 TR1   | 4 out 2007  | Mount Lemmon    | Mount Lemmon Survey | —         | MPC                           |
| 293928            | 2007 TF2   | 4 out 2007  | Kitt Peak       | Spacewatch          | —         | MPC                           |
| 293929            | 2007 TB4   | 6 out 2007  | Pla D'Arguines  | R. Ferrando         | Hygiea    | MPC                           |
| 293930            | 2007 TQ4   | 6 out 2007  | 7300            | W. K. Y. Yeung      | Phocaea   | MPC                           |
| 293931            | 2007 TU5   | 6 out 2007  | Socorro         | LINEAR              | —         | MPC                           |
| 293932            | 2007 TO6   | 6 out 2007  | Dauban          | Chante-Perdrix Obs. | —         | MPC                           |
| 293933            | 2007 TX6   | 6 out 2007  | La Sagra        | Mallorca Obs.       | Brangane  | MPC                           |
| 293934 MPIA       | 2007 TM8   | 8 out 2007  | Heidelberg      | F. Hormuth          | —         | MPC                           |
| 293935            | 2007 TL9   | 6 out 2007  | Socorro         | LINEAR              | —         | MPC                           |
| 293936            | 2007 TM11  | 6 out 2007  | Socorro         | LINEAR              | —         | MPC                           |
| 293937            | 2007 TG12  | 6 out 2007  | Socorro         | LINEAR              | —         | MPC                           |
| 293938            | 2007 TM12  | 6 out 2007  | Socorro         | LINEAR              | —         | MPC                           |
| 293939            | 2007 TT12  | 6 out 2007  | Socorro         | LINEAR              | —         | MPC                           |
| 293940            | 2007 TX12  | 6 out 2007  | Socorro         | LINEAR              | —         | MPC                           |
| 293941            | 2007 TU13  | 7 out 2007  | Socorro         | LINEAR              | Mitidika  | MPC                           |
| 293942            | 2007 TS15  | 4 out 2007  | Kitt Peak       | Spacewatch          | —         | MPC                           |
| 293943            | 2007 TK16  | 8 out 2007  | Črni Vrh        | Črni Vrh            | —         | MPC                           |
| 293944            | 2007 TQ18  | 9 out 2007  | Eskridge        | G. Hug              | —         | MPC                           |
| 293945            | 2007 TB20  | 6 out 2007  | Socorro         | LINEAR              | —         | MPC                           |
| 293946            | 2007 TE20  | 6 out 2007  | Socorro         | LINEAR              | —         | MPC                           |
| 293947            | 2007 TO23  | 10 out 2007 | Mount Lemmon    | Mount Lemmon Survey | —         | MPC                           |
| 293948            | 2007 TF24  | 7 out 2007  | Catalina        | CSS                 | —         | MPC                           |
| 293949            | 2007 TG27  | 4 out 2007  | Kitt Peak       | Spacewatch          | Maria     | MPC                           |
| 293950            | 2007 TU28  | 4 out 2007  | Kitt Peak       | Spacewatch          | —         | MPC                           |
| 293951            | 2007 TX28  | 4 out 2007  | Kitt Peak       | Spacewatch          | —         | MPC                           |
| 293952            | 2007 TX29  | 4 out 2007  | Kitt Peak       | Spacewatch          | —         | MPC                           |
| 293953            | 2007 TR30  | 4 out 2007  | Kitt Peak       | Spacewatch          | —         | MPC                           |
| 293954            | 2007 TG32  | 6 out 2007  | Kitt Peak       | Spacewatch          | —         | MPC                           |
| 293955            | 2007 TM33  | 6 out 2007  | Kitt Peak       | Spacewatch          | —         | MPC                           |
| 293956            | 2007 TL35  | 7 out 2007  | Catalina        | CSS                 | —         | MPC                           |
| 293957            | 2007 TN35  | 7 out 2007  | Catalina        | CSS                 | —         | MPC                           |
| 293958            | 2007 TS35  | 7 out 2007  | Catalina        | CSS                 | Phocaea   | MPC                           |
| 293959            | 2007 TG40  | 6 out 2007  | Kitt Peak       | Spacewatch          | —         | MPC                           |
| 293960            | 2007 TN41  | 6 out 2007  | Kitt Peak       | Spacewatch          | —         | MPC                           |
| 293961            | 2007 TR41  | 6 out 2007  | Kitt Peak       | Spacewatch          | —         | MPC                           |
| 293962            | 2007 TY43  | 7 out 2007  | Mount Lemmon    | Mount Lemmon Survey | —         | MPC                           |
| 293963            | 2007 TC44  | 7 out 2007  | Kitt Peak       | Spacewatch          | —         | MPC                           |
| 293964            | 2007 TV44  | 7 out 2007  | Catalina        | CSS                 | —         | MPC                           |
| 293965            | 2007 TG45  | 7 out 2007  | Catalina        | CSS                 | —         | MPC                           |
| 293966            | 2007 TT45  | 7 out 2007  | Catalina        | CSS                 | —         | MPC                           |
| 293967            | 2007 TU45  | 7 out 2007  | Catalina        | CSS                 | —         | MPC                           |
| 293968            | 2007 TD51  | 4 out 2007  | Kitt Peak       | Spacewatch          | —         | MPC                           |
| 293969            | 2007 TV51  | 4 out 2007  | Kitt Peak       | Spacewatch          | —         | MPC                           |
| 293970            | 2007 TC52  | 4 out 2007  | Kitt Peak       | Spacewatch          | —         | MPC                           |
| 293971            | 2007 TB53  | 4 out 2007  | Kitt Peak       | Spacewatch          | —         | MPC                           |
| 293972            | 2007 TJ53  | 4 out 2007  | Kitt Peak       | Spacewatch          | —         | MPC                           |
| 293973            | 2007 TB54  | 4 out 2007  | Kitt Peak       | Spacewatch          | —         | MPC                           |
| 293974            | 2007 TH55  | 4 out 2007  | Kitt Peak       | Spacewatch          | —         | MPC                           |
| 293975            | 2007 TH57  | 4 out 2007  | Kitt Peak       | Spacewatch          | —         | MPC                           |
| 293976            | 2007 TS57  | 4 out 2007  | Kitt Peak       | Spacewatch          | —         | MPC                           |
| 293977            | 2007 TX58  | 5 out 2007  | Kitt Peak       | Spacewatch          | —         | MPC                           |
| 293978            | 2007 TD59  | 5 out 2007  | Kitt Peak       | Spacewatch          | —         | MPC                           |
| 293979            | 2007 TY60  | 6 out 2007  | Kitt Peak       | Spacewatch          | —         | MPC                           |
| 293980            | 2007 TC63  | 7 out 2007  | Mount Lemmon    | Mount Lemmon Survey | Brangane  | MPC                           |
| 293981            | 2007 TL63  | 7 out 2007  | Mount Lemmon    | Mount Lemmon Survey | —         | MPC                           |
| 293982            | 2007 TB64  | 7 out 2007  | Mount Lemmon    | Mount Lemmon Survey | —         | MPC                           |
| 293983            | 2007 TG66  | 6 out 2007  | Bisei SG Center | BATTeRS             | —         | MPC                           |
| 293984            | 2007 TC67  | 12 out 2007 | Dauban          | Chante-Perdrix Obs. | —         | MPC                           |
| 293985 Franquin   | 2007 TF69  | 13 out 2007 | Saint-Sulpice   | B. Christophe       | —         | MPC                           |
| 293986            | 2007 TG69  | 13 out 2007 | Altschwendt     | W. Ries             | —         | MPC                           |
| 293987            | 2007 TF70  | 10 out 2007 | Mount Lemmon    | Mount Lemmon Survey | —         | MPC                           |
| 293988            | 2007 TX73  | 13 out 2007 | 7300            | W. K. Y. Yeung      | —         | MPC                           |
| 293989            | 2007 TT74  | 15 out 2007 | Bisei SG Center | BATTeRS             | —         | MPC                           |
| 293990            | 2007 TZ74  | 15 out 2007 | Bisei SG Center | BATTeRS             | —         | MPC                           |
| 293991            | 2007 TM78  | 5 out 2007  | Kitt Peak       | Spacewatch          | —         | MPC                           |
| 293992            | 2007 TT78  | 5 out 2007  | Kitt Peak       | Spacewatch          | —         | MPC                           |
| 293993            | 2007 TK79  | 5 out 2007  | Kitt Peak       | Spacewatch          | —         | MPC                           |
| 293994            | 2007 TX79  | 7 out 2007  | Mount Lemmon    | Mount Lemmon Survey | —         | MPC                           |
| 293995            | 2007 TT80  | 7 out 2007  | Mount Lemmon    | Mount Lemmon Survey | —         | MPC                           |
| 293996            | 2007 TU81  | 7 out 2007  | Catalina        | CSS                 | —         | MPC                           |
| 293997            | 2007 TY83  | 8 out 2007  | Catalina        | CSS                 | —         | MPC                           |
| 293998            | 2007 TB84  | 8 out 2007  | Kitt Peak       | Spacewatch          | —         | MPC                           |
| 293999            | 2007 TE84  | 8 out 2007  | Catalina        | CSS                 | —         | MPC                           |
| 294000            | 2007 TH87  | 8 out 2007  | Mount Lemmon    | Mount Lemmon Survey | —         | MPC                           |